# Heroes (serie televisiva)
Heroes è una serie televisiva di fantascienza prodotta dalla NBCUniversal in collaborazione con la Tailwind Productions e girata prevalentemente a Los Angeles, in California.
Negli Stati Uniti, paese di origine della serie, venne trasmessa sul canale televisivo NBC a partire dal 25 settembre 2006, mentre in Italia debuttò il 2 settembre 2007 su Italia 1. Da gennaio 2008 andò in onda anche su Steel, canale pay della piattaforma Mediaset Premium, dove venne trasmessa in prima visione dalla seconda stagione.
La serie racconta le storie di persone normali che scoprono di possedere capacità sovrumane, e di come queste hanno effetto nelle loro vite. Il programma è ideato e in gran parte scritto da Tim Kring, in passato già autore di serie come Providence e Crossing Jordan, e annovera tra gli autori anche Jeph Loeb, sceneggiatore specializzato in supereroi (ha scritto diversi episodi di Smallville e moltissimi fumetti della Marvel Comics e della DC Comics).
Negli Stati Uniti il primo episodio registrò l'indice di ascolto più alto per la fascia serale dell'emittente dell'ultimo quinquennio, e dopo solo poche settimane dall'inizio della programmazione la serie divenne oggetto di culto, raccogliendo negli anni anche vari premi televisivi. Durante la prima stagione, l'American Film Institute nominò Heroes uno dei dieci "programmi televisivi dell'anno".
Durante la prima stagione sul sito della NBC venne resa disponibile Heroes 360 Experience, un'estensione internet-digitale della serie, rinominata durante la seconda stagione in Heroes Evolutions, che aveva lo scopo di diffondere e far comprendere meglio l'"universo" e la "mitologia" di Heroes, ossia quei misteriosi elementi di fantasia legati alla fantascienza e a fenomeni soprannaturali connessi alla serie.
Sempre attraverso il sito internet ufficiale, negli anni erano stati resi disponibili anche riviste, action figures, giochi per cellulari, fumetti on-line e webserie.
Per le prime tre stagioni inoltre, la BBC produsse un making of della serie: Heroes Unmasked.
Negli Stati Uniti l'8 febbraio 2010 terminò la quarta e ultima stagione di Heroes. La NBC comunicò infatti nel corso del mese di maggio 2010 l'intenzione di non voler rinnovare la serie per un'ulteriore stagione. Dopo la cancellazione i produttori valutarono l'opportunità di produrre un film o una miniserie per dare un finale adeguato all'arco narrativo della fiction, ma l'idea non trovò un seguito immediato. Il 22 febbraio 2014, tuttavia, è stata annunciata la produzione di un sequel, una miniserie intitolata Heroes Reborn, il cui debutto venne fissato per il 24 settembre 2015.

## Trama
(Tagline di Heroes, pronunciata nella serie da Hiro Nakamura)
La trama di Heroes si basa sulla scoperta da parte di alcune persone comuni, dette "soggetti avanzati", di possedere abilità eccezionali (quali saper volare, poter leggere il pensiero o potersi teletrasportare e viaggiare nel tempo) che sconvolgeranno il loro modo di vivere. Nonostante questi si trovino in posti lontani gli uni dagli altri e non si conoscano tra loro, ben presto scopriranno di essere accomunati da un unico destino: salvare il mondo. Le vicende degli "heroes" sono raccontate, come per le altre serie televisive, in più stagioni, composte da diversi episodi. Particolarità di Heroes però consiste nella terminologia che gli autori della serie hanno voluto usare per classificare le varie stagioni e i vari episodi. Infatti, ogni episodio è chiamato "capitolo", e più capitoli formano dei "volumi", racchiusi all'interno delle varie stagioni. Tali termini, tipici delle serie a fumetti, sono stati usati per dare l'impostazione di un romanzo a fumetti, con la storia che si sviluppa in diversi archi narrativi (volumi) che non necessariamente devono corrispondere alla durata di un'intera stagione.

### Prima stagione – Volume uno: Genesi
(Introduzione di Heroes)
La prima stagione, formata da 23 episodi, include il primo volume della serie, Genesi, e racconta di come alcuni individui sparsi per il mondo si scoprano piano piano dotati di eccezionali abilità nettamente al di sopra delle normali capacità umane e di come queste influenzano la loro vita privata e professionale.
Negli ambienti scientifici, il professor Chandra Suresh, biologo indiano specializzato in genetica, da molto tempo è dedito a studi che possano confermare la sua teoria, secondo la quale nell'evoluzione umana, ai giorni nostri, si siano già verificati molti casi di progressione del DNA dovuta alla selezione naturale in molti individui, avvertibili tramite manifestazioni di nuove capacità. Il figlio del professore, Mohinder, insegnante di scienze, inizialmente non sostiene la causa del padre (più che altro per motivi legati allo scherno che ne deriva in ambienti scientifici), ma un giorno apprende che è stato ucciso da un misterioso assassino. Mohinder ricorda che nell'ultima volta in cui lo vide, il padre gli raccontò di avere ormai trovato il suo "paziente zero", ovvero il primo soggetto nel mondo a possedere facoltà eccezionali, il quale aveva forse accettato di sottoporsi ad analisi ed esperimenti. Convinto che il paziente sia l'assassino, e mosso dal senso di rivalsa, Mohinder parte per gli Stati Uniti, dove risiedeva il padre, deciso a portarne a termine gli studi.
Nel frattempo, gli heroes convivono con le loro eccezionali facoltà, non tutti allo stesso modo: c'è chi tenta di ignorarle per continuare a seguire la propria vita e chi invece ne vorrebbe fare pura e completa virtù per cambiare la propria esistenza. Tutti, però, a loro insaputa, sono da tempo nelle mire di un'entità misteriosa che trama nell'ombra alle loro spalle: l'Impresa, che ha lo scopo di studiarli, internarli e sfruttarli. Inoltre, tutti sono collegati tra di loro da una catena narrativa ed esistenziale, e presto si scopriranno inevitabilmente destinati a incontrarsi per salvare il mondo, lottando nel frattempo contro un serial killer che cerca di ucciderli tutti per rubarne i poteri: Sylar.

### Seconda stagione – Volume due: Generazioni
La seconda stagione, composta da 11 episodi, comprende il secondo volume della serie: Generazioni. La storia riparte quattro mesi dopo gli eventi culminanti nella precedente stagione, principale argomentazione è lo studio da parte dell'Impresa di un particolare ceppo del virus Shanti, e le interazioni con esso di tutti gli Heroes per salvaguardare il pianeta da una sua possibile diffusione pandemica che porterebbe alla quasi cancellazione del genere umano, cosa auspicata dal pluricentenario Adam Monroe, ex membro dell'Impresa in cerca di vendetta.
Nel corso della stagione vengono presentati una serie di nuovi soggetti avanzati, tra cui Maya Herrera e suo fratello Alejandro. Sylar, sopravvissuto alle ferite riportate alla fine della stagione precedente, ha perso i suoi poteri a causa del virus Shanti ed è intenzionato a recuperarli. Hiro nel frattempo, trasportatosi per errore nel Giappone del 1671, fa la conoscenza del suo eroe Takezo Kensei che si rivela essere un avventuriero inglese di nome Adam Monroe con la capacità di rigenerare i propri tessuti e grazie a questo di vivere per secoli.

### Terza stagione
La terza stagione, composta da 25 episodi, comprende il terzo e il quarto volume della serie, intitolati rispettivamente Criminali e Fuggitivi.

#### Volume tre: Criminali
Nel terzo volume, corrispondente ai primi 13 episodi, l'argomentazione principale ruota intorno alla figura di Arthur Petrelli, il padre di Nathan. L'uomo, creduto morto fino ad allora, fonda una nuova "compagnia", la Pinehearst Company, che ha come obiettivo sviluppare una formula capace di dotare di poteri anche le persone normali, sconvolgendo il mondo in modo epocale. Nel corso della stagione si scopre che l'uomo un anno prima era sopravvissuto a un tentativo di avvelenamento attuato dalla moglie Angela, che voleva salvare Nathan. Infatti Nathan era venuto a conoscenza di alcuni legami mafiosi tra suo padre e Linderman ed era sul punto di denunciare tutto alle autorità, così Arthur aveva pianificato di ucciderlo. La Pinehearst arruola per la sua causa alcuni heroes "cattivi" evasi dal Livello 5 durante uno scontro tra Sylar (che era andato nella sede della Primatech in cerca di nuovi poteri) e componenti dell'Impresa stessa, Mohinder, Elle Bishop, Sylar (a cui Arthur fa credere di essere il suo vero padre allo scopo di sfruttarlo), ma anche lo stesso Nathan, con la sua nuova assistente Tracy Strauss, nonché sorella gemella di Niki Sanders. Ad opporsi ai piani della nuova società saranno Angela Petrelli e Noah Bennet, con l'aiuto degli altri "heroes", che riusciranno a distruggere la formula e la stessa sede della Pinehearst. Arthur Petrelli finirà ucciso per mano di Sylar, che si vendica dopo aver scoperto di essere stato manipolato.

#### Volume quattro: Fuggitivi
Il quarto volume, corrispondente agli ultimi 12 episodi, racconta, conseguentemente alla distruzione sia della vecchia Compagnia, sia della Pinehearst, di come gli Heroes cercano di ritornare a vite normali, mentre Sylar è impegnato in una personale ricerca del proprio passato. Nel frattempo però, Nathan Petrelli si mette a capo di una divisione autorizzata dal Presidente e dal Governo degli Stati Uniti, gestita insieme all'agente Emile Danko, che ha lo scopo di internare, per garantire la pubblica sicurezza, tutti i soggetti che possiedono capacità sovrumane. Molti soggetti avanzati finiranno imprigionati, ma riusciranno a liberarsi grazie all'aiuto di altri "heroes", su tutti Micah Sanders, che all'inizio del volume si presenta usando la misteriosa identità di Rebel.
Sylar, dopo aver scoperto la vera identità del padre, si allea temporaneamente con l'agente Danko, che gli offre la possibilità di trovargli nuovi soggetti avanzati e avere quindi nuovi poteri se lo aiuterà a imprigionarne alcuni. Dopo aver assorbito il potere di un mutaforma però, Sylar assume le sembianze di Nathan e chiede un incontro al Presidente, allo scopo di rubarne l'identità. Nathan, che nel frattempo si era allontanato dalla divisione governativa dopo che Danko aveva scoperto che poteva volare, cerca di fermare Sylar con l'aiuto del fratello Peter e della madre Angela, oltre che di Noah Bennet e Claire. Dopo un intenso duello però, Sylar riesce a uccidere il senatore, ma prima che possa attuare il suo piano, il killer viene stordito da Peter che aveva assorbito tutti i suoi poteri. Subito dopo Angela Petrelli e Noah Bennet convincono Matt Parkman a usare il suo potere per far credere a Sylar di essere realmente il senatore, così quest'ultimo potrà mettere definitivamente fine a qualsiasi attività governativa rivolta contro i soggetti avanzati.

### Quarta stagione – Volume cinque: Redenzione
La quarta stagione, composta da 19 episodi, comprende il quinto volume della serie, Redenzione.
La storia riprende dopo i fatti del finale del quarto volume ed è incentrata prevalentemente sulla riassunzione della propria identità da parte di Sylar e dalla comparsa di un nuovo personaggio di nome Samuel Sullivan, gestore di un circo, The Carnival, formato esclusivamente da persone dotate di superpoteri. Samuel cerca in tutti i modi di raccogliere nel suo circo più heroes possibile, poiché la sua abilità, la geocinesi, è alimentata dalla presenza di altri soggetti avanzati attorno a sé. Inoltre il circense, colto da megalomania, ha intenzione di presentarsi a New York con il suo circo e uccidere in diretta televisiva più persone possibile, rivelando così al mondo la propria esistenza.
Nonostante i vari tentativi di ostacolarlo da parte di Noah Bennet e Claire, riesce ad arrivare sul punto di mettere in atto il suo piano, di cui i membri del suo circo sono all'oscuro. A Central Park però, Noah e Claire, con l'aiuto di Peter, Hiro, che durante la stagione vince una battaglia personale con un tumore al cervello, e Sylar, riusciranno a fermarlo. Il serial killer nel corso del volume vive una redenzione: dopo aver riassunto la propria identità chiede a Matt Parkman di fargli un nuovo lavaggio del cervello e cancellargli i poteri, ma non essendo in grado, il poliziotto decide di rinchiuderlo in un incubo, facendolo cadere in coma. Poiché Peter viene a conoscenza, usando il potere della madre, che Sylar può fermare Samuel, prende il potere di Matt e lo raggiunge nel suo incubo, riuscendolo a liberare dopo averlo aiutato ad affrontare il tormento provocatogli dalle cattive azioni commesse in passato.

#### Prologo al volume sei: Il mondo nuovo
Nonostante una quinta stagione non sia stata poi prodotta, l'ultimo episodio della quarta stagione, dopo il finale del quinto volume, mostra come di consueto l'inizio del nuovo, il sesto, intitolato Il mondo nuovo.
L'inizio del volume sei è l'immediata continuazione del quinto volume. Claire attira l'attenzione su di sé delle telecamere che erano state chiamate da Samuel, sale su una ruota panoramica del luna park e si butta giù, in diretta televisiva, con lo scopo di rivelare la sua esistenza, e di quelli come lei, al mondo intero. Sylar, commentando la scena accanto a Peter, esclama: «È uno strabiliante mondo nuovo».

## Episodi
| Stagione         | Episodi    | Volume                                 | Prima TV USA | Prima TV Italia |
| ---------------- | ---------- | -------------------------------------- | ------------ | --------------- |
| Prima stagione   | 23         | Volume uno: Genesi (Genesis)           | 2006-2007    | 2007            |
| Seconda stagione | 11         | Volume due: Generazioni (Generations)  | 2007         | 2008            |
| Terza stagione   | 25 (13+12) | Volume tre: Criminali (Villains)       | 2008-2009    | 2009            |
| Terza stagione   | 25 (13+12) | Volume quattro: Fuggitivi (Fugitives)  | 2008-2009    | 2009            |
| Quarta stagione  | 19         | Volume cinque: Redenzione (Redemption) | 2009-2010    | 2010            |

## Personaggi e interpreti
- Peter Petrelli (stagioni 1-4), interpretato da Milo Ventimiglia, doppiato da Daniele Natali.
Paramedico di New York e fratello del senatore Nathan Petrelli. Possiede la capacità di acquisire poteri da altri heroes che si trovano vicino a lui, all'inizio inconsciamente, e sebbene all'inizio abbia difficoltà a gestirli tutti. Durante la terza stagione perde la sua abilità, ma la riacquisisce tramite il siero sviluppato dalla Pinehearst, anche se in forma limitata: infatti riesce ad assorbire i poteri solo da una persona alla volta tramite contatto fisico, e se assorbe i poteri da un'altra persona, perde quelli acquisiti in precedenza.
- Nathan Petrelli (stagioni 1-4), interpretato da Adrian Pasdar, doppiato da Francesco Prando.
Politico e successivamente senatore del Congresso, fratello maggiore di Peter e padre biologico di Claire Bennet. È in grado di volare riuscendo a raggiungere velocità molto elevate,
- Angela Petrelli (stagioni 1-4), interpretata da Cristine Rose, doppiata da Lorenza Biella.
Madre di Peter e Nathan, nonché uno dei membri fondatori dell'Impresa. È in grado di predire il futuro attraverso i sogni.
- Claire Bennet (stagioni 1-4), interpretata da Hayden Panettiere, doppiata da Chiara Gioncardi.
Figlia adottiva di Noah e Sandra Bennet (i genitori biologici sono Nathan Petrelli e Meredith Gordon), adolescente cheerleader del Texas. Grazie alla rigenerazione rapida dei tessuti è in grado di guarire velocemente da qualunque ferita o danno fisico ricevuto, e può anche far ricrescere qualunque parte del corpo asportata. Il suo potere si evolve nel corso delle stagioni, arrivando a non farle sentire dolore e a non sentire gli effetti di droghe, veleni, sonniferi e alcol esistenti. L'unico modo per ucciderla sarebbe quello di danneggiare irrimediabilmente o asportarle il cervello. Infine viene lasciato intendere che Claire, grazie ai suoi poteri, vivrà centinaia di anni, o forse per sempre.
- Noah Bennet (stagioni 1-4), interpretato da Jack Coleman, doppiato da Roberto Pedicini.
Padre adottivo di Claire Bennet. Prima per conto della Compagnia, poi solo per proteggere la sua famiglia, cerca d'individuare e monitorare gli heroes di tutto il mondo. Non possiede abilità sovrumane ma riesce a sopravvivere in ogni occasione grazie al suo addestramento e ad anni di esperienza nel campo.
- Matt Parkman (stagioni 1-4), interpretato da Greg Grunberg, doppiato da Pasquale Anselmo.
Poliziotto di Los Angeles. Le sue abilità si accrescono nel corso delle varie stagioni. Inizialmente è in grado solo di leggere il pensiero altrui, nella seconda stagione riesce anche a controllare le persone impartendo ordini telepaticamente e durante la terza stagione acquisisce anche il potere di dipingere il futuro, come Isaac Mendez.
- Hiro Nakamura (stagioni 1-4), interpretato da Masi Oka, doppiato da Nanni Baldini.
Giovane impiegato giapponese. Il suo potere (la cui entità non è mai stata esplorata appieno) consiste nella manipolazione di tempo e spazio, che può utilizzare in svariati modi: è in grado di bloccare il tempo a piacere, viaggiare nel passato o nel futuro e teletrasportarsi ovunque desideri. Nonostante questi poteri illimitati, o forse proprio a causa di questi, è ben conscio dei problemi che creerebbe modificare troppi eventi passati.
- Ando Masahashi (stagioni 1-4), interpretato da James Kyson Lee, doppiato da Fabrizio Vidale.
Collega di lavoro di Hiro Nakamura. Inizialmente scettico riguardo ai poteri e alla missione di Hiro, in seguito si ricrede e lo accompagna nei suoi viaggi. Alla fine della terza stagione si inietta il siero sviluppato dalla Pinehearst, acquisendo il potere di generare scariche elettriche di colore rosso in grado di amplificare i poteri degli altri heroes colpiti. Può anche ridurre l'intensità della scarica per sbloccare serrature elettroniche, o aumentarla a sufficienza per tramortire i nemici.
- Sylar (Gabriel Gray) (stagioni 1-4), interpretato da Zachary Quinto, doppiato da Alessio Cigliano.
Orologiaio di New York. Riesce a comprendere tutti i meccanismi complessi (il nome ufficiale del suo potere è "attitudine intuitiva"), anche quelli degli heroes, così cerca di ucciderli tutti per assumerne i poteri comprendendo il loro meccanismo cerebrale. Dalla terza stagione impara ad acquisire i poteri in modo non violento: attraverso una forma di empatia profonda, che gli permette di comprendere intimamente gli altri personaggi senza ucciderli, ma non ne farà quasi mai uso. È considerato uno dei possessori di poteri più forti del mondo, anche se spesso e volentieri fa uso del primo potere che ha acquisito (la telecinesi) in vari modi diversi.
- Mohinder Suresh (stagioni 1-4), interpretato da Sendhil Ramamurthy, doppiato da Alessandro Rigotti.
Figlio di Chandra Suresh, è genetista indiano che cerca di continuare il lavoro del padre: studiare gli heroes. Acquisisce un potere durante la terza stagione iniettandosi un siero incompleto, e similmente al protagonista di La mosca, acquisisce un potenziamento di tutte le capacità fisiche (forza, agilità, riflessi) nonché la capacità di arrampicarsi sui muri, ma unita ad una spiacevole mutazione che lo trasforma in un mostro e modifica il suo carattere rendendolo aggressivo e paranoico. Dopo l'assunzione del siero della Pinehearst guarirà dalla mutazione conservando la superforza come unico potere.
- Niki Sanders (stagioni 1-2) e Tracy Strauss (stagione 3-4), interpretate da Ali Larter, doppiate da Claudia Catani.
Sorelle gemelle che non si incontrano nella serie. Niki è la madre di Micah, una spogliarellista affetta da personalità multipla, dotata del potere della superforza; Tracy è un assistente di vari politici, la quale riesce a trasformare la materia animata e inanimata in ghiaccio (nella terza stagione riuscirà anche a manipolare il suo stesso corpo mutandolo in acqua).
- Micah Sanders (stagioni 1-3), interpretato da Noah Gray-Cabey, doppiato da Manuel Meli.
Figlio di Niki Sanders, il quale riesce a "parlare" e controllare tutti i sistemi elettronici (tecnopatia).
- D.L. Hawkins (stagione 1), interpretato da Leonard Roberts, doppiato da Fabio Boccanera.
Padre di Micah e marito di Niki, riesce ad attraversare la materia.
- Isaac Mendez (stagione 1), interpretato da Santiago Cabrera, doppiato da Christian Iansante.
Pittore con l'abilità di prevedere il futuro.
- Simone Deveaux (stagione 1), interpretata da Tawny Cypress, doppiata da Giò Giò Rapattoni.
Fidanzata di Isaac, il cui padre ammalato è assistito da Peter Petrelli.
- Maya Herrera (stagione 2-3), interpretata da Dania Ramírez, doppiata da Laura Cosenza.
Giovane ragazza dell'Honduras in fuga con il fratello Alejandro in quanto ricercata per omicidio in Messico. Possiede il potere, che non riesce a controllare completamente, di emettere un virus mortale che uccide tutti coloro che le stanno intorno. Durante la terza stagione sembra perdere questo potere perché aspiratole da Arthur Petrelli.
- Adam Monroe (stagioni 2-3), interpretato da David Anders, doppiato da Andrea Lavagnino.
Figura leggendaria nota come Takenzo Kensei, con il potere della rigenerazione spontanea, immortale.
- Elle Bishop (stagione 2), interpretata da Kristen Bell, doppiata da Valentina Mari.
Figlia di Bob Bishop, lavora con il padre presso l'Impresa. Riesce ad emanare scariche elettriche dal corpo.
- Monica Dawson (stagione 2), interpretata da Dana Davis, doppiata da Perla Liberatori.
Cugina di Micah, è una cameriera che riesce ad emulare qualsiasi azione o comportamento vede (riflessi fotografici).
- Samuel Sullivan (stagione 4), interpretato da Robert Knepper, doppiato da Franco Mannella.
Gestore di un circo che alimenta il suo potere, far muovere il terreno a suo piacimento, dalla vicinanza ad altri soggetti avanzati. È l'antagonista principale della quarta stagione.

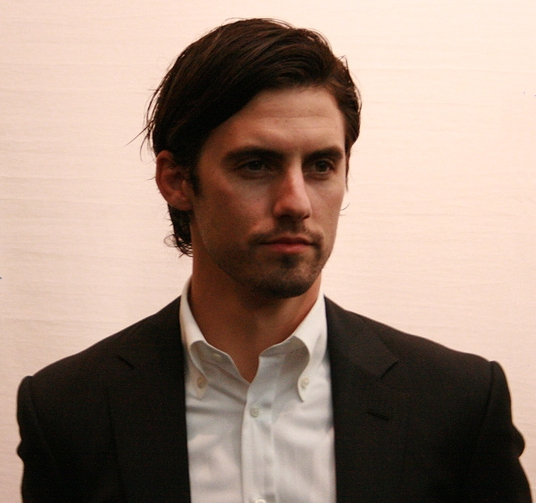
Milo Ventimiglia ha interpretato Peter Petrelli
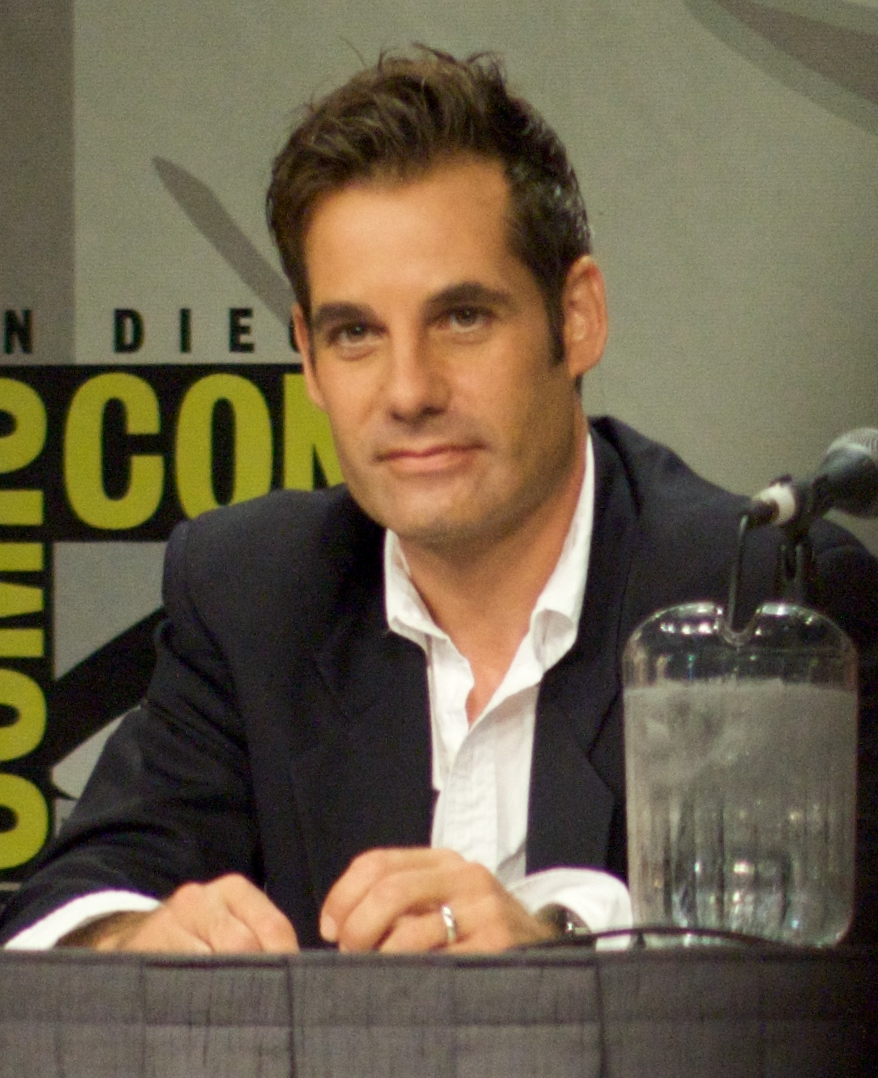
Adrian Pasdar ha interpretato Nathan Petrelli
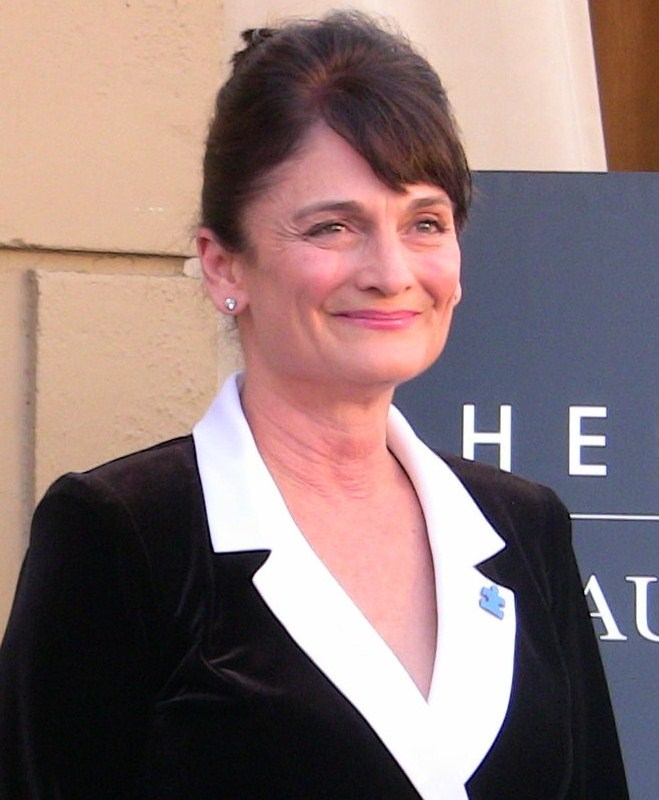
Cristine Rose ha interpretato Angela Petrelli
Hayden Panettiere ha interpretato Claire Bennet
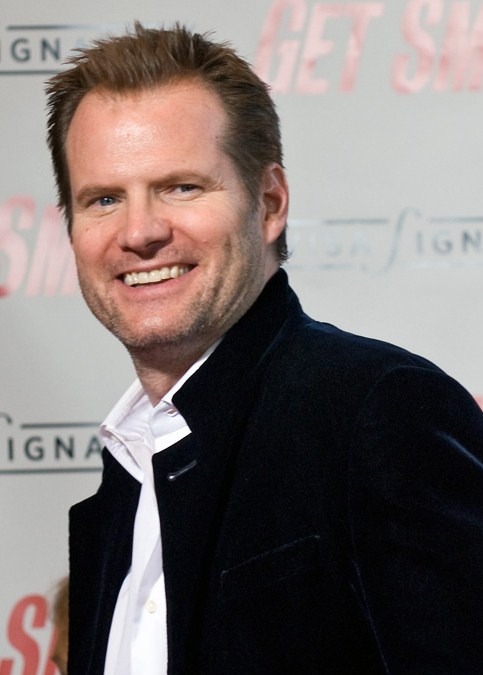
Jack Coleman ha interpretato Noah Bennet
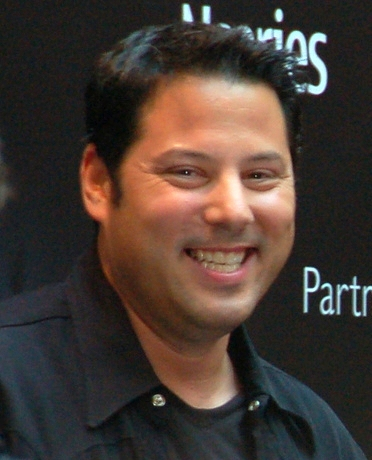
Greg Grunberg ha interpretato Matt Parkman
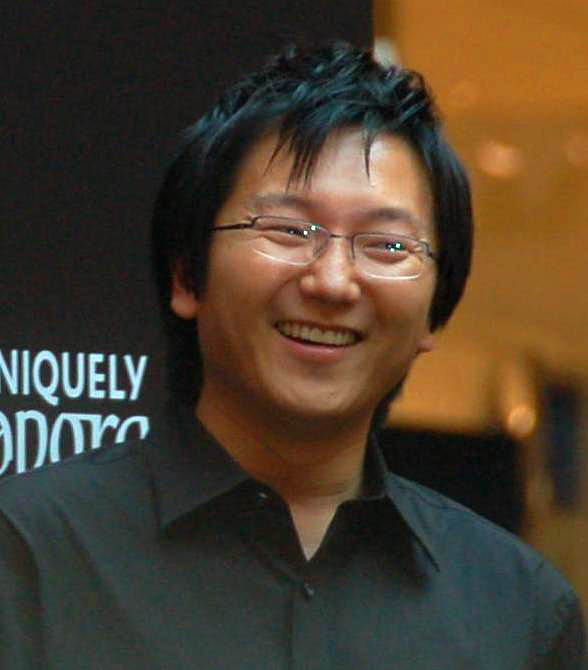
Masi Oka ha interpretato Hiro Nakamura
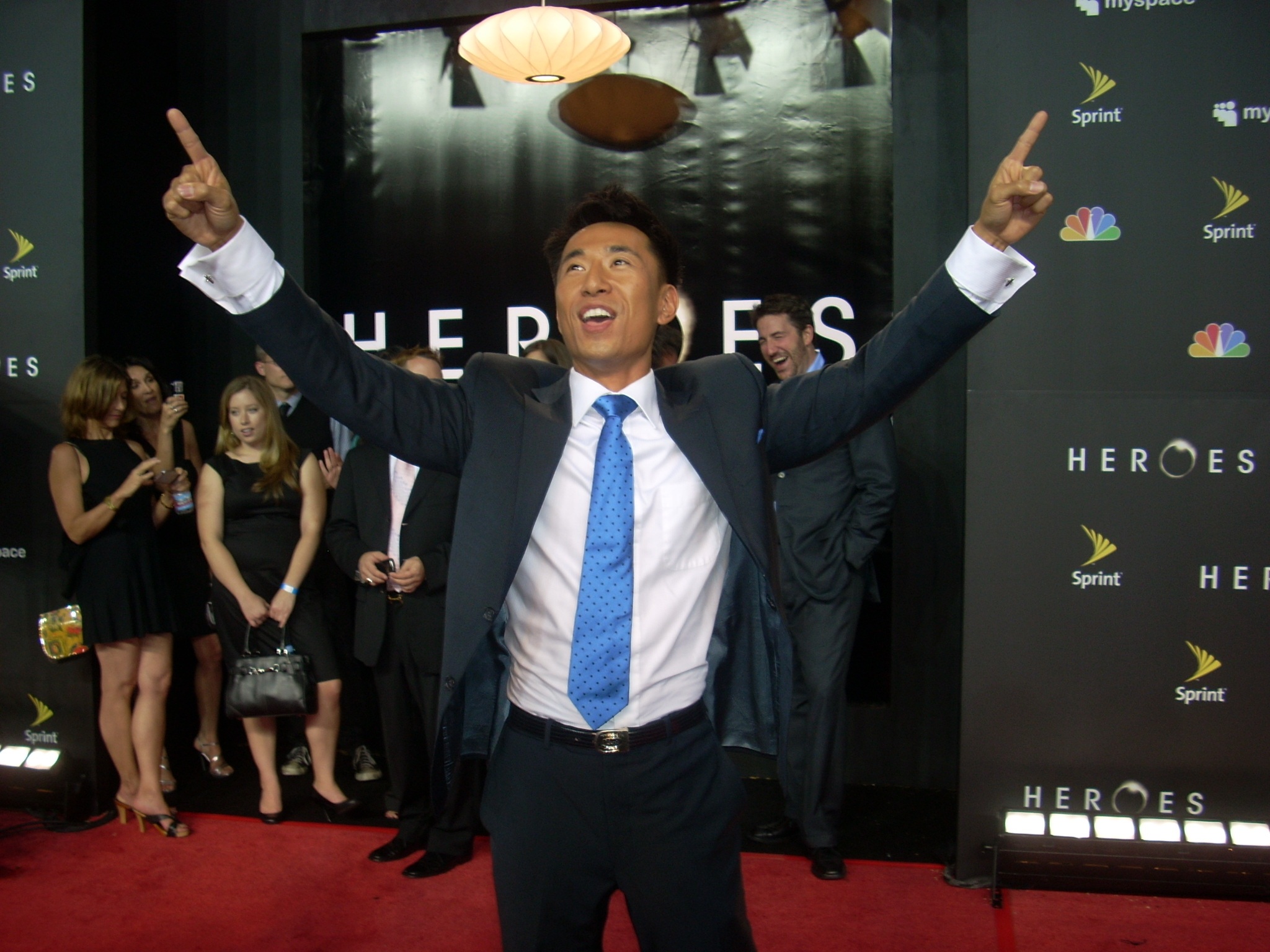
James Kyson Lee ha interpretato Ando Masahashi
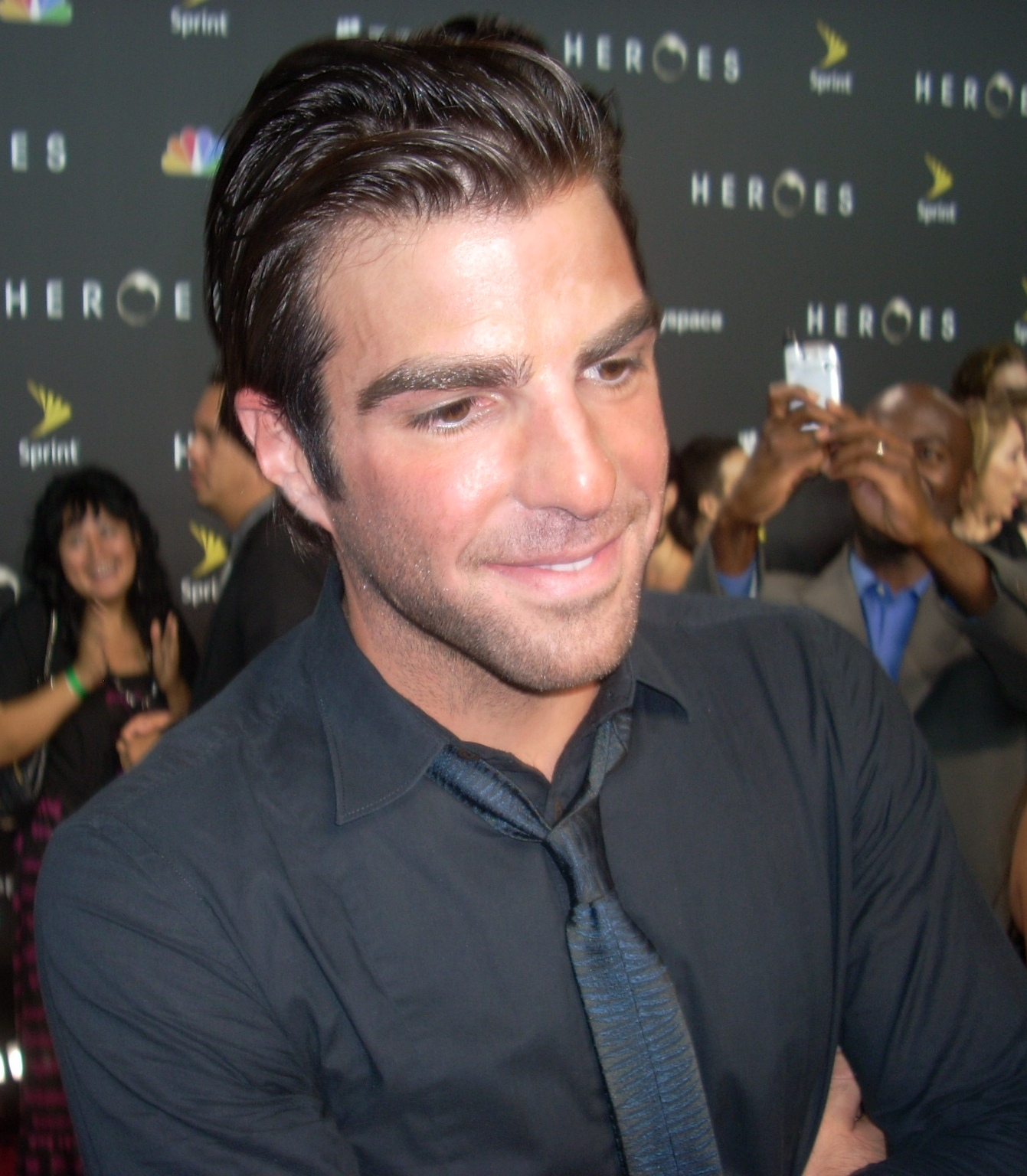
Zachary Quinto ha interpretato Sylar
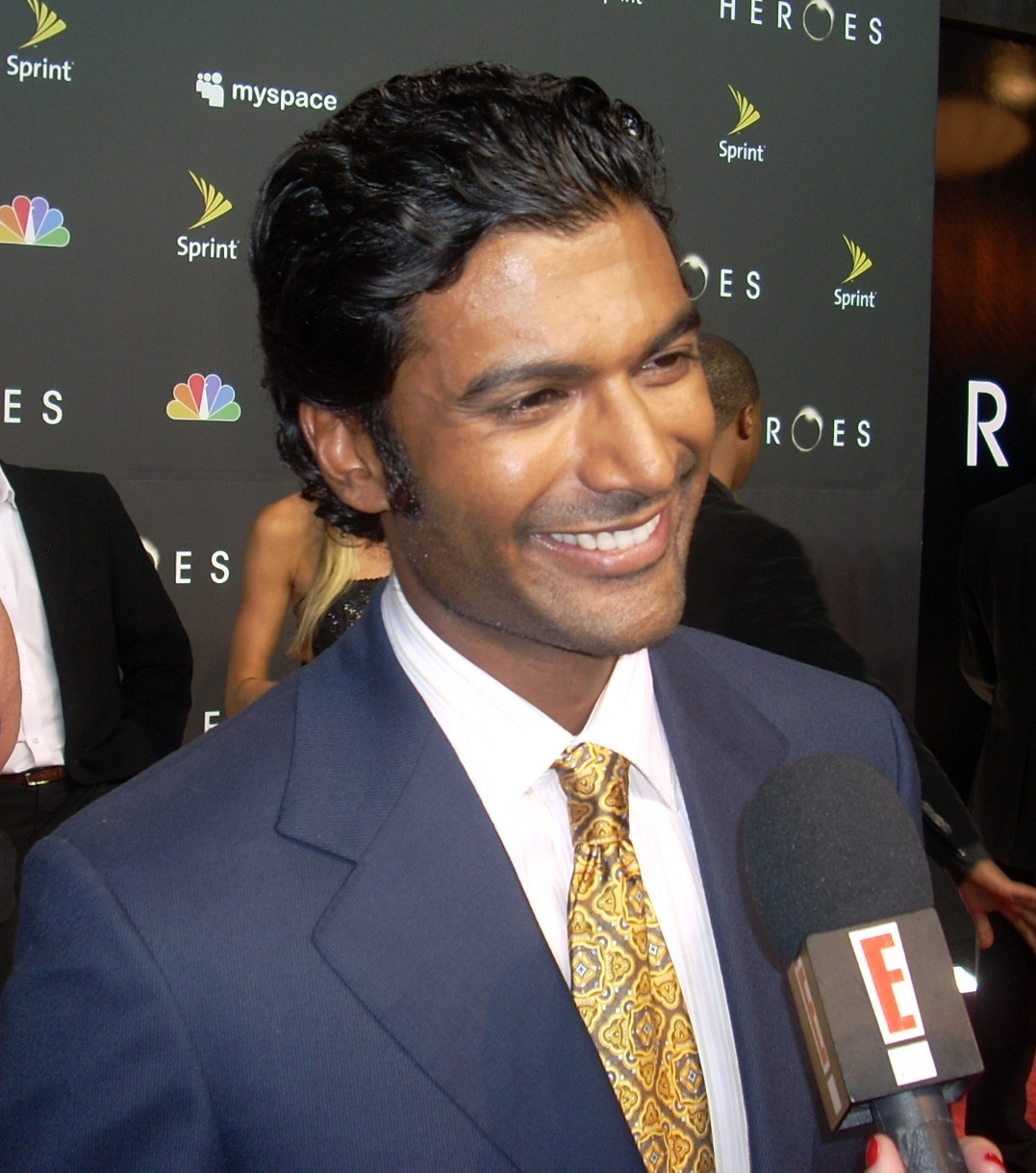
Sendhil Ramamurthy ha interpretato Mohinder Suresh
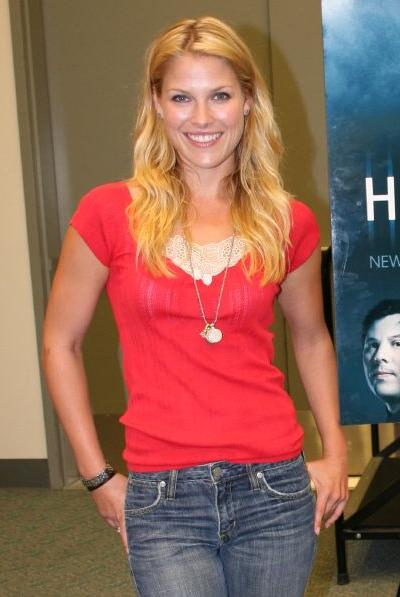
Ali Larter ha interpretato Niki Sanders e Tracy Strauss
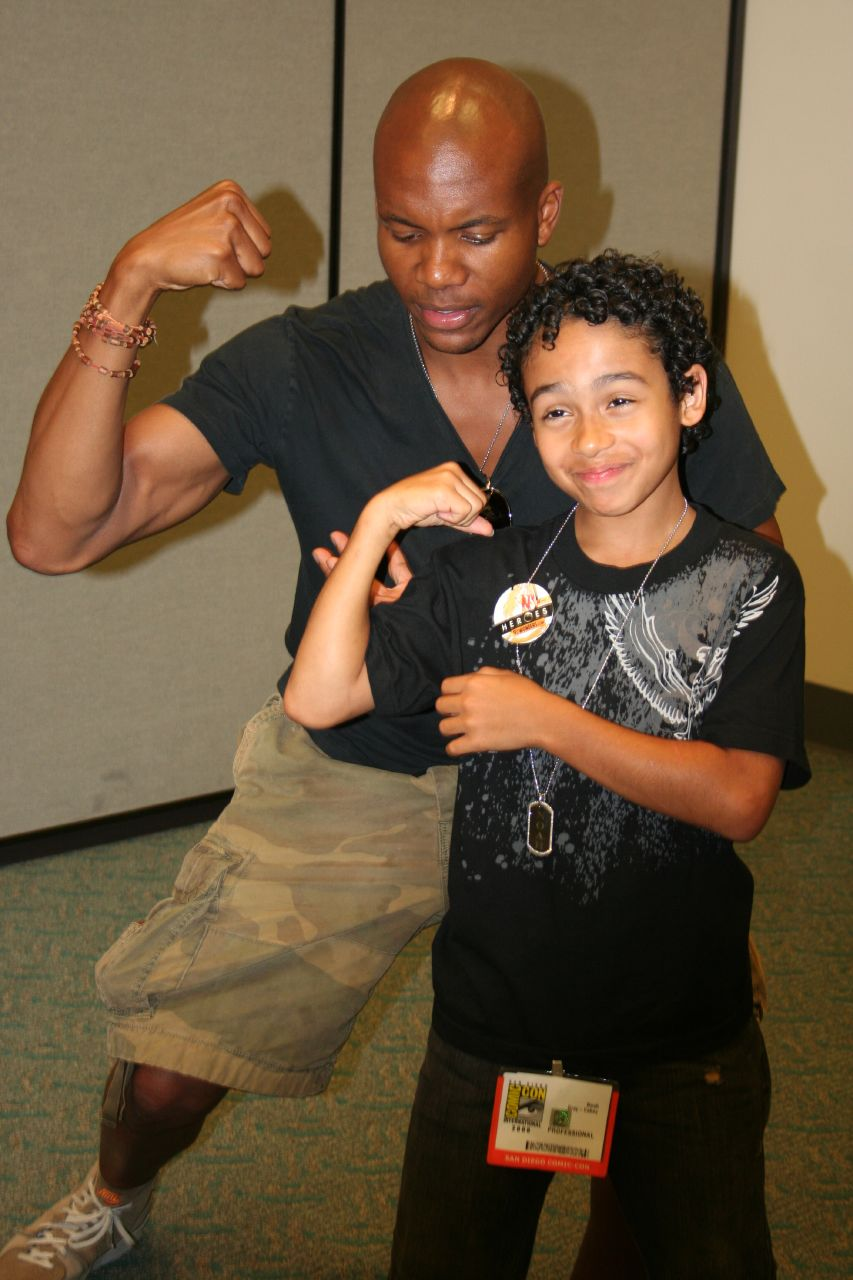
Leonard Roberts e Noah Gray-Cabey hanno interpretato Micah Sanders e D.L. Hawkins
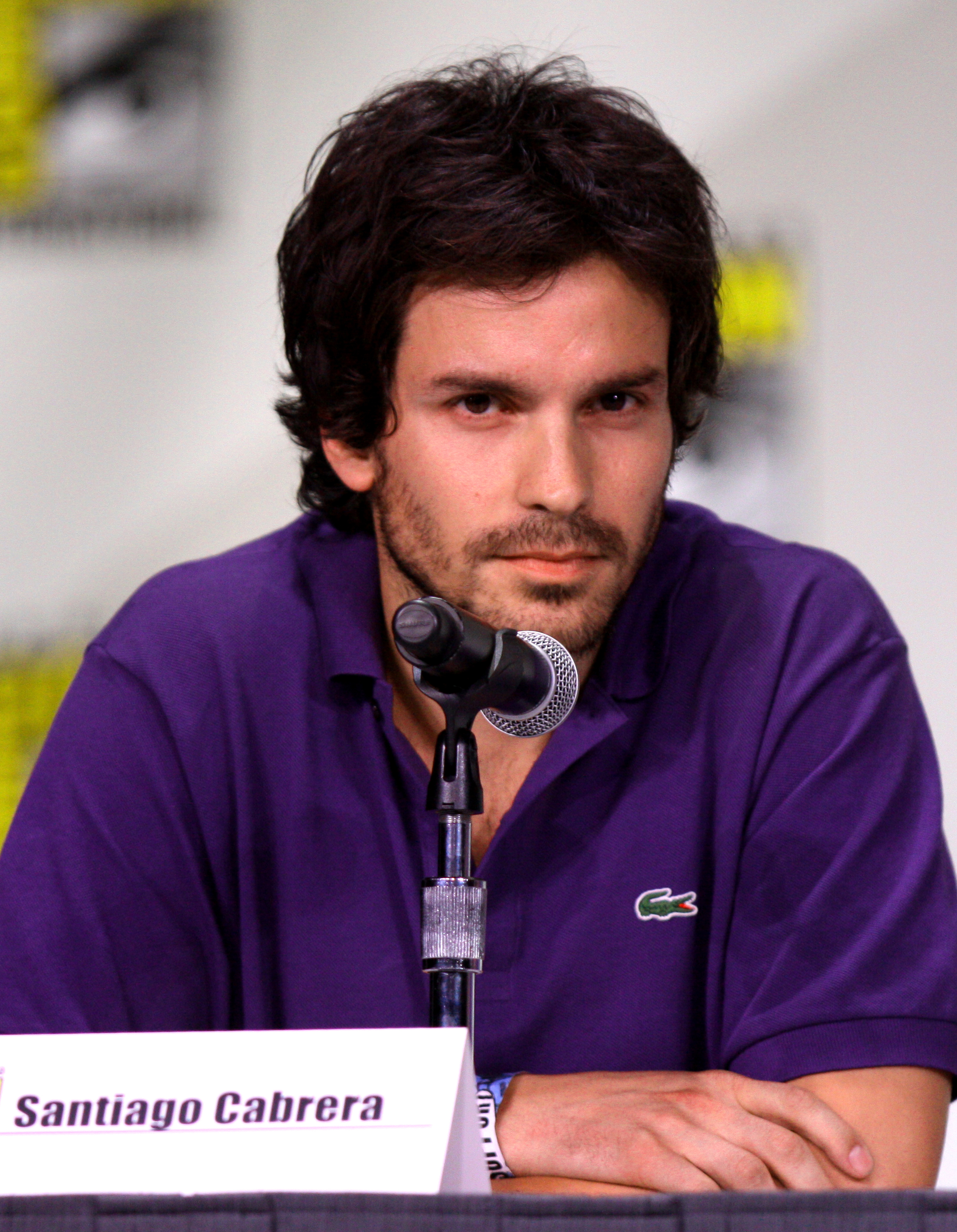
Santiago Cabrera ha interpretato Isaac Mendez
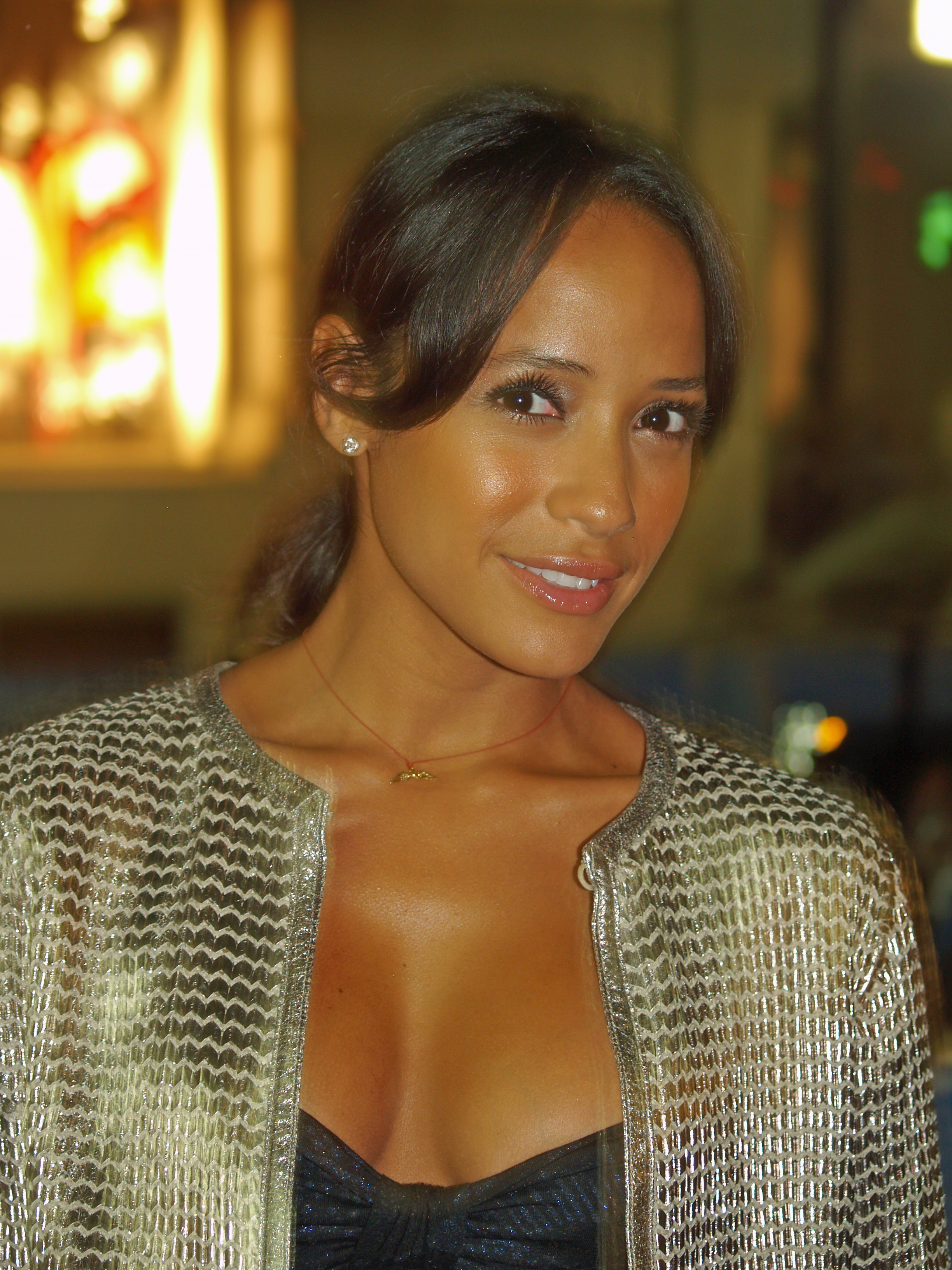
Dania Ramírez ha interpretato Maya Herrera
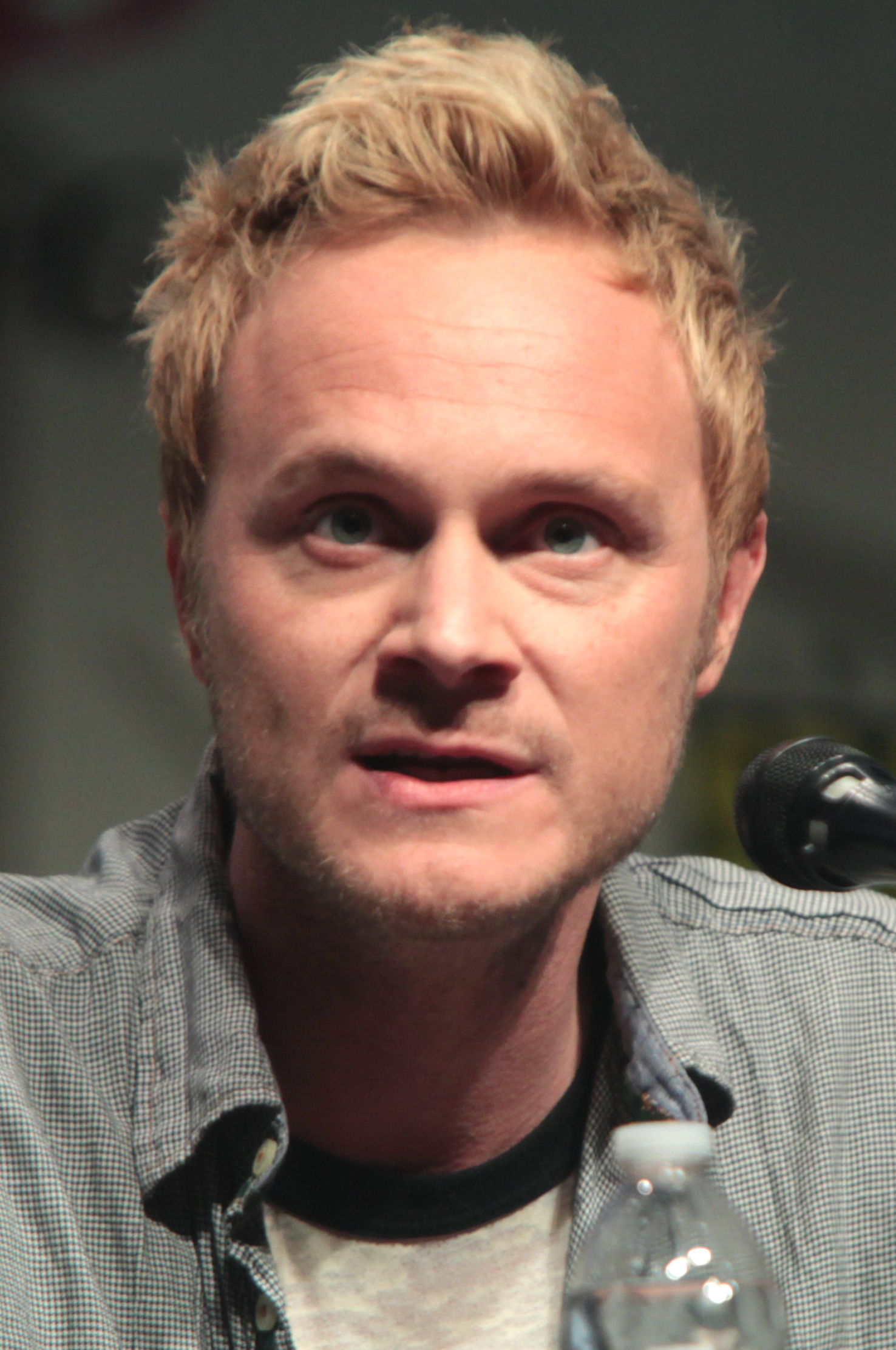
David Anders ha interpretato Adam Monroe
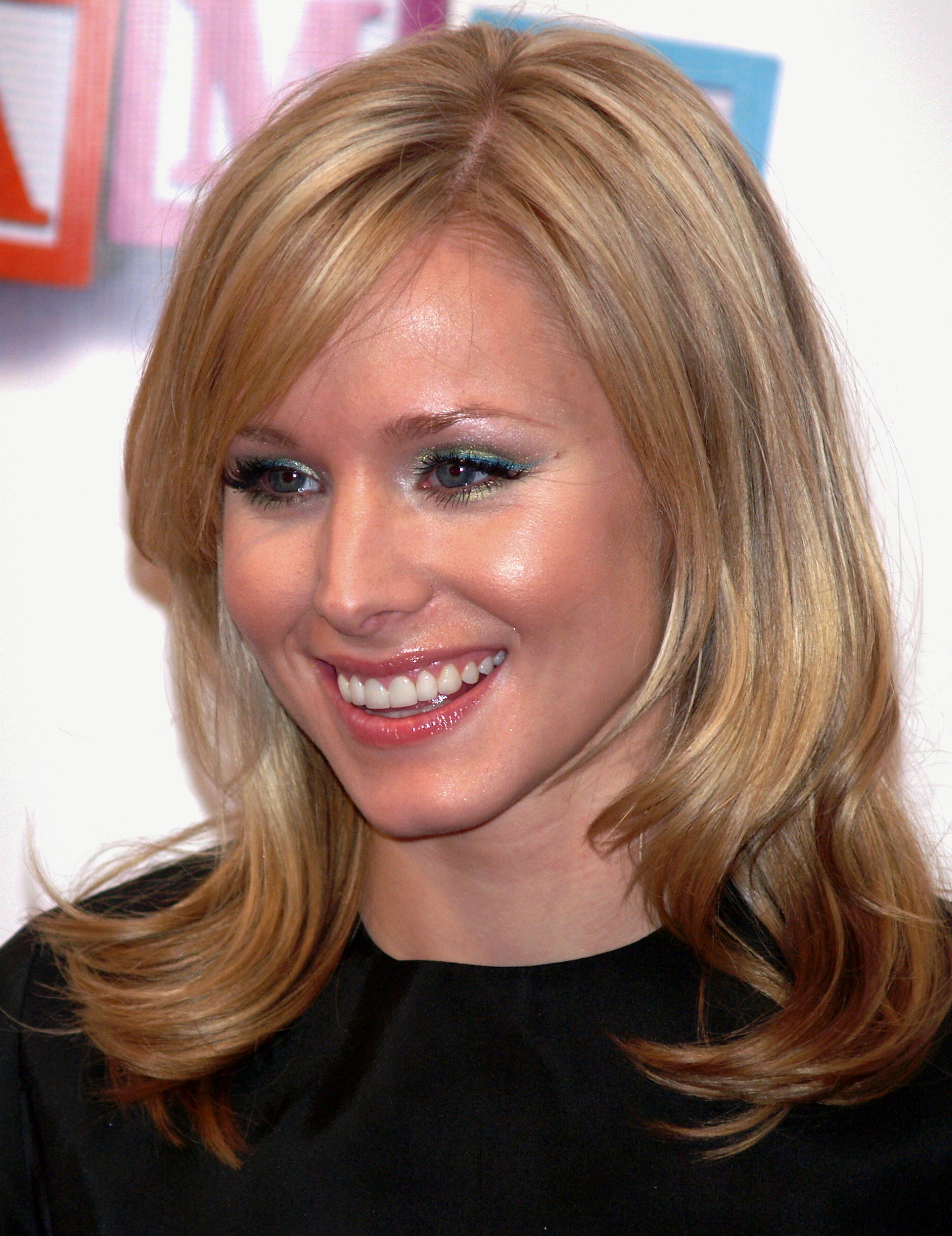
Kristen Bell ha interpretato Elle Bishop
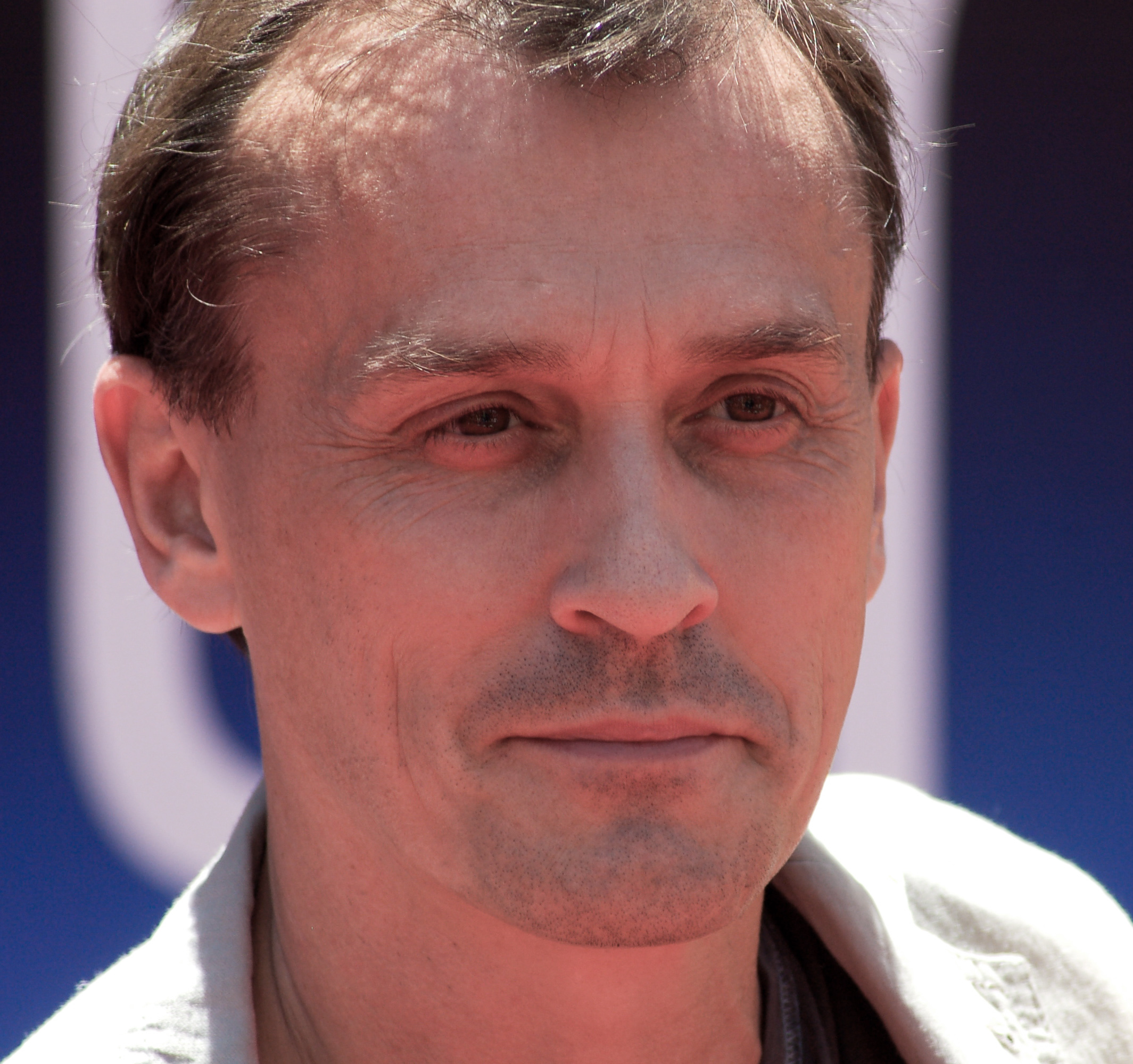
Robert Knepper ha interpretato Samuel Sullivan

## Produzione

### Ideazione

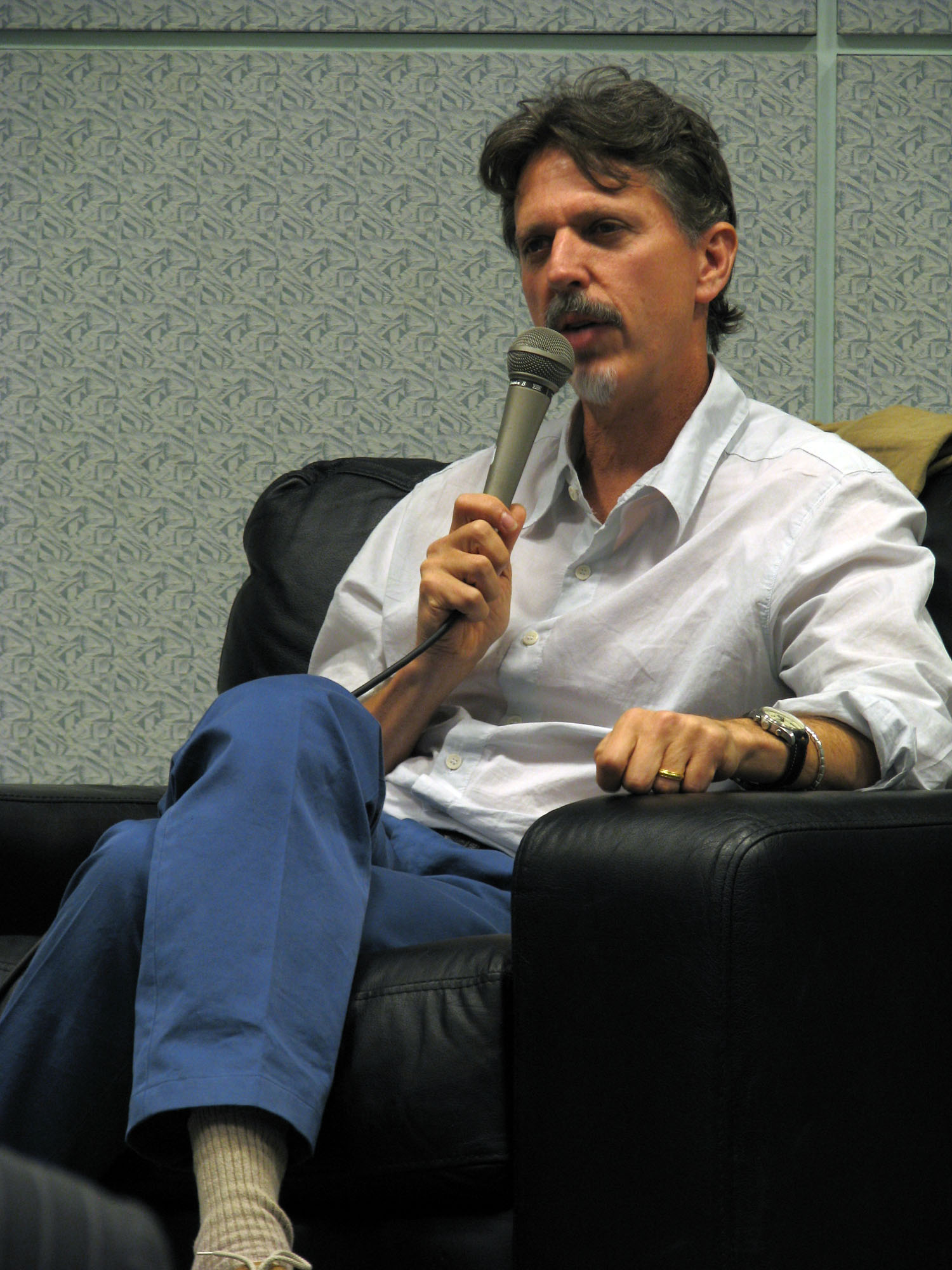
Tim Kring, creatore di Heroes

Lo sviluppo di Heroes iniziò nei primi mesi del 2006, quando Tim Kring, già creatore per la NBC di Crossing Jordan, si avvicinò ad avere un progetto definito per una nuova serie. Kring trovò ispirazione pensando a quanto grande, pauroso e complicato fosse il mondo, decidendo di creare dei personaggi in grado di migliorare le cose. Ritenendo che un poliziesco o un dramma-medico non avessero personaggi abbastanza "grandi" per "salvare il mondo", decise di puntare su dei supereroi, persone normali che avrebbero scoperto abilità straordinarie.
Prima di cominciare a mettere insieme le sue idee, ne aveva parlato anche con il produttore esecutivo di Lost Damon Lindelof, con il quale aveva già lavorato per tre anni a Crossing Jordan, scambiandosi reciprocamente idee e consigli per i nuovi progetti ai quali stavano lavorando.
Quando presentò l'idea di Heroes alla NBC, descrivendo l'episodio pilota in ogni dettaglio, compreso il cliffhanger finale, ricevette una reazione che descrisse come «molto eccitata»; Kring ebbe occasione di rivelare che alla domanda dei dirigenti della rete statunitense su che cosa sarebbe successo negli episodi successivi rispose: «Beh, dovrete semplicemente aspettare e vederlo da voi stessi».
Dopo che il progetto fu ufficialmente approvato, una speciale versione di 73 minuti dell'episodio pilota venne sottoposta al pubblico del Comic-Con di San Diego del 2006. Nonostante fosse stato riferito che tale episodio non sarebbe stato più diffuso in versione integrale (il primo episodio poi andato in onda in televisione infatti fu una versione ridotta alla classica durata di 40-45 minuti), l'episodio esteso fu poi reso disponibile nel cofanetto DVD della prima stagione.

### Il concetto di "eroe" ed "evoluzione" nella serie
La serie introduce un nuovo modello di rappresentazione televisiva degli "eroi". Prima dell'avvento della serie di Tim Kring infatti, il pubblico era per lo più abituato agli eroi classici, come Achille o Serse, e agli eroi dei fumetti, quali Superman, Batman, l'Uomo Ragno, ecc. Con Heroes invece gli "eroi" sono comuni mortali che scoprono di avere abilità fuori dall'ordinario. In tal modo è facile per lo spettatore immedesimarsi nella vita di un "eroe", perché tutti potrebbero esserlo.
La teoria di evoluzione della serie si ricollega a quella darwiniana, con persone comuni che affrontano il processo di evoluzione acquisendo eccezionali abilità. Ma nella serie viene ripreso anche il concetto di superuomo di Nietzsche. Infatti viene esaltato il valore dell'essere gruppo dei personaggi e i superpoteri hanno senso solo nel loro insieme, creando un micromondo, che è l'unico in grado di guidare l'umanità verso la salvezza.

### Scrittura
La scrittura degli episodi procedeva nel seguente modo: ogni autore della serie scriveva la sceneggiatura del personaggio affidatogli, mentre in momento successivo tutte le storie venivano combinate dall'autore principale dell'episodio. Questo sistema permetteva a ogni singolo autore di contribuire alla scrittura di ogni episodio, e consentiva al team di scrivere gli script in breve tempo, lasciando quindi alla troupe più tempo per girare le scene e definire al meglio gli effetti visivi. Tim Kring spesso definì il processo di scrittura come «il frutto di una grande e intensa collaborazione».
La seconda stagione coincise con uno sciopero degli sceneggiatori: solo 11 dei previsti 24 episodi vennero prodotti. Ciò costrinse i produttori a riprogettare la stagione fino a comprendere solo il volume Generazioni dei tre inizialmente previsti.
Nel novembre 2008, la NBC licenziò Jesse Alexander e Jeph Loeb dal personale di produzione di Heroes a causa di divergenze creative e problemi di bilancio. Di conseguenza, Tim Kring dovette rifocalizzare lo sviluppo dei personaggi e raccontare storie più semplici. Nel dicembre 2008, dopo la cancellazione della sua serie Pushing Daisies, Bryan Fuller firmò un accordo di due anni con la Universal Media Studios. Fuller si aggregò ufficialmente al gruppo di autori a partire dall'episodio 20 della terza stagione ed ebbe un ruolo chiave nella scrittura e la direzione della serie. Tuttavia, il 22 giugno 2009 fu annunciato che anche Fuller avrebbe lasciato la serie per lavorare ad altri progetti. Nel frattempo, il 28 aprile 2009, la NBC aveva già licenziato anche lo scrittore Greg Beeman.

### Cast

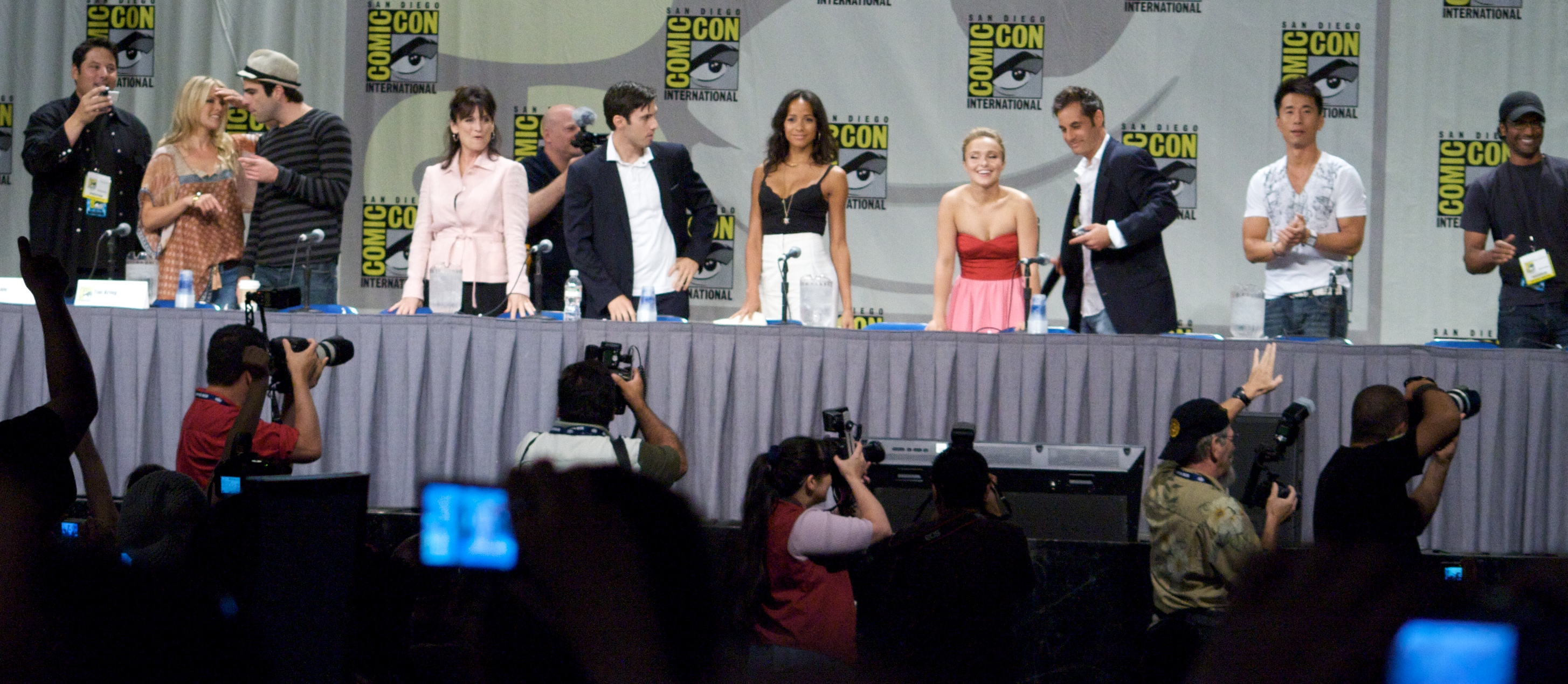
Il cast di Heroes al Comic-Con del 2008

Originariamente, Tim Kring aveva progettato la serie in modo da avere un cast in continua evoluzione, ma quando si rese conto di quanto i componenti principali del cast originale erano divenuti popolari tra il pubblico, decise di usare in prevalenza lo stesso cast principale nelle stagioni successive alla prima, apportandovi meno modifiche possibile. Nella sua prima stagione, la serie mostra un insieme di dodici personaggi principali, che diventarono ben presto molto popolari grazie ai buoni ascolti registrati. Anche se il sito internet della NBC per la prima stagione inizialmente indicava solo dieci personaggi principali, Leonard Roberts e Jack Coleman, in particolare a partire dall'undicesimo episodio, divennero membri del cast a tempo pieno.
Nella prima stagione Hayden Panettiere interpreta quindi la cheerleader Claire Bennet, con la capacità di rigenerarsi; Jack Coleman interpreta suo padre Noah Bennet, un agente dell'"Impresa"; Santiago Cabrera il tossicodipendente Isaac Mendez che può dipingere il futuro; Tawny Cypress impersona Simone Deveaux, una scettica venditrice di quadri; Greg Grunberg il poliziotto Matt Parkman che può leggere le menti delle persone; Ali Larter la stripper Niki Sanders, affetta da duplice personalità e con la superforza; Leonard Roberts interpreta D.L. Hawkins, il marito di Niki, un ex-detenuto capace di attraversare la materia solida; Noah Gray-Cabey è il figlio di Niki e D.L., Micah Sanders, in grado di "parlare" con computer, telefoni cellulari e con la tecnologia in generale; Masi Oka interpreta Hiro Nakamura, "piega" lo spazio ed il tempo; Adrian Pasdar il candidato al Congresso Nathan Petrelli, con la capacità di volare; Sendhil Ramamurthy il genetista Mohinder Suresh figlio di Chandra Suresh, un noto scienziato; e Milo Ventimiglia il paramedico Peter Petrelli, con la capacità di duplicare i poteri di altri heroes.
Nella seconda metà della prima stagione e nella seconda, alcuni membri del cast uscirono di scena per far posto a nuovi personaggi con nuove storie. Simone, interpretata da Tawny Cypress, fu il primo personaggio importante a uscire di scena, la quale muore verso la fine della prima stagione. Leonard Roberts divenne una guest star dopo gli eventi del finale della prima stagione, facendo solo due apparizioni durante tutta la seconda stagione. Anche Santiago Cabrera uscì dal cast, il cui personaggio muore per mano di Sylar. I nuovi protagonisti della seconda stagione includono: Maya Herrera, interpretata da Dania Ramírez, una fuggitiva accusata di omicidio con la capacità di produrre un virus mortale; Adam Monroe, un pluricentenario guerriero leggendario (Takezo Kensei) con la capacità di rigenerarsi, interpretato da David Anders; Monica Dawson, interpretata da Dana Davis, una cameriera capace di imitare tutti i movimenti fisici che vede; ed Elle Bishop, una sociopatica con la capacità di generare elettricità, interpretata da Kristen Bell. Due personaggi ricorrenti dalla prima stagione, Sylar, interpretato da Zachary Quinto, e Ando Masahashi, interpretato da James Kyson Lee, divennero personaggi principali nella seconda stagione.
A partire dalla terza stagione anche il personaggio di Angela Petrelli, interpretata da Cristine Rose, venne ufficialmente promosso a personaggio principale. Elle, Adam, Monica e Micah invece furono rimossi dal cast principale. Anche Niki uscì di scena, ma l'attrice Ali Larter rimase nello show interpretando il nuovo personaggio Tracy Strauss, sorella gemella di Niki con il potere di congelare gli oggetti con un tocco.
Per la quarta stagione, un nuovo personaggio, Samuel (interpretato da Robert Knepper) venne aggiunto al cast principale. Originariamente lanciato come un membro ricorrente, la parte gli venne poi modificata per avere un ruolo da protagonista.

### Riprese ed effetti visivi
Eric Grenaudier e John Han di Stargate Digital sono i supervisori degli effetti visivi, e Mark Spatny è il produttore degli effetti visivi per Heroes. Lavoravano con loro gli animatori Antonio Ocampo e Ryan Wieber. Gli effetti visivi venivano generati sia in 2D che in 3D, sempre dopo aver girato le varie scene, in post-produzione. Gli effetti speciali, invece, venivano integrati dietro le quinte durante le riprese, coordinati da Gary D'Amico.
I principali luoghi di ripresa erano Los Angeles e Santa Clarita, in California. Anche le ambientazioni internazionali, come l'India e l'Ucraina, erano ricreate a Los Angeles sotto la direzione di Ruth Ammon, scenografo della serie. Heroes venne girata interamente con una configurazione single-camera, in alta definizione e in formato 16:9.

### Musiche
Le musiche sono composte da Wendy Melvoin e Lisa Coleman, note come Wendy & Lisa, con la collaborazione dell'ingegnere Michael Perfitt e del creatore di voci Shankar. Ogni episodio comprende circa trentacinque minuti di musiche. Tim Kring si limitava a dare istruzioni generali a Melvoin e Coleman, spiegando loro le caratteristiche dei personaggi, ma dando loro molta libertà di sperimentare, nell'intento di ottenere musiche "incredibilmente insolite".
Wendy & Lisa svilupparono specifiche caratteristiche musicali per ogni personaggio. Ad esempio per Claude vento e voci per creare la sensazione della presenza di un fantasma. Per Hiro Nakamura ticchettio di tanti orologi in riferimento al potere del personaggio. Per Matt Parkman varie voci in riferimento al suo potere di telepatia. Per Niki Sanders varie voci indiane per dare la sensazione che fosse posseduta. Per Sylar il suono di un orologio e un vecchio pianoforte.
Nel 2007, l'ASCAP assegnò il premio per le migliori musiche in una serie televisiva ai compositori di Heroes.
La colonna sonora ufficiale di Heroes venne pubblicata il 18 marzo 2008 dalla NBC. Contiene tutte le registrazioni di Wendy e Lisa, e vari contributi da Panic at the Disco, Wilco, Imogen Heap, Bob Dylan, Nada Surf, David Bowie e altri artisti e band. Il disco include anche i vari temi dei protagonisti, ma non contiene Eyes di Rogue Wave, utilizzato nel primo e nel quarto episodio. Il 29 febbraio 2008, la NBC pubblicò inoltre cinque video musicali creati da Allan Arkush.
Nel settembre 2008, Wendy e Lisa annunciarono la pubblicazione di un intero album, Heroes: Original Score. Venne pubblicato il 14 aprile 2009 da La-La Land Records.

### Struttura degli episodi
Tra i montatori della serie figurano Donn Aron, Scott Boyd, Jon Koslowsky e Michael S. Murphy. Ogni episodio, dopo un breve riassunto degli eventi rilevanti delle precedenti puntate, inizia con una scena che è stata già introdotta nella puntata precedente. In molti episodi all'inizio si sente anche una voce fuori campo di carattere filosofico, relativa al titolo o al tema della puntata, che nella maggior parte dei casi è pronunciata da Sendhil Ramamurthy, l'attore che interpreta il personaggio di Mohinder Suresh. Pochi minuti dopo l'inizio della puntata la scena in corso viene interrotta con la proiezione per pochi istanti del logo della serie, l'eclissi, con sopra la scritta heroes, accompagnata dalla colonna sonora della serie. Il titolo dell'episodio è presentato di solito su un oggetto all'interno di una delle prime scene e ogni puntata è presentata come un "capitolo", la cui numerazione è correlata al numero di episodi all'interno della stagione, che può contenerne uno o più insiemi, chiamati quindi "volumi". I titoli di testa in genere appaiono in ordine alfabetico per cognome sopra le scene che seguono. La voce fuori campo che caratterizza l'inizio si sente spesso anche nelle scene finali, caratterizzate quasi sempre da un tocco di suspense o di cliffhanger, con la scritta continua... prima dei titoli di coda finali.

## Mitologia
La mitologia di Heroes si riferisce a quella serie di misteriosi elementi, legati perlopiù alla fantascienza e a fenomeni soprannaturali, che ricorrono nella serie.

### I poteri
Nei primi due volumi della serie si è lasciato intendere che la probabile origine dei vari poteri degli eroi fosse puramente genetica. Tuttavia nel terzo volume è emerso che le abilità di alcuni personaggi (Nathan, Tracy e Niki) era di origine sintetica, derivavano da una speciale formula. Nello stesso volume si apprende inoltre che con una formula è possibile dotare di poteri anche persone normali, come avviene con Mohinder Suresh.
Nelle varie interviste fatte agli autori della serie, non si è mai voluto chiarire l'esatta origine dei poteri. Tim Kring ha spesso dichiarato: «Non ho intenzione di dare una risposta in proposito perché rischierei di rovinare una parte divertente dello show».
I vari personaggi di Heroes non controllano i loro poteri allo stesso modo. Ad esempio alcuni sono sempre attivi, come la rigenerazione dei tessuti, altri sono causati da fattori difficili da controllare, come il potere di Maya, altri ancora sono invece sotto lo stretto controllo dei rispettivi proprietari, come la telecinesi o l'invisibilità.
Tra i poteri più ricorrenti nelle varie stagioni vi sono: mimica empatica (Peter), volo (Nathan), rigenerazione dei tessuti (Claire), precognizione (Isaac), telepatia (Matt), attitudine intuitiva (Sylar), manipolazione spazio-temporale (Hiro).

### L'elica

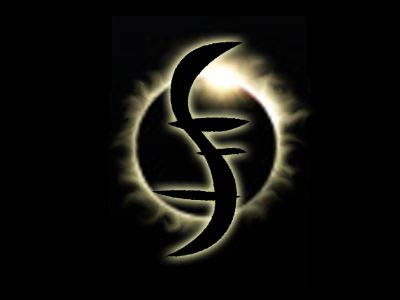
Il simbolo di Heroes

Un'"elica" che ricorda la struttura del DNA è uno degli elementi più ricorrenti nella serie, nonché il simbolo di Heroes. A chiamare "elica" il simbolo del programma sono gli stessi autori della serie, e lo stesso Tim Kring che in un'intervista a The Post Show aveva annunciato la rivelazione del suo significato nel primo episodio di Heroes: Origins, ovvero quello che doveva essere lo spin off della serie. Tuttavia Heroes: Origins non è mai andato in onda e il mistero sul suo reale significato è rimasto.
La prima apparizione dell'"elica" avviene nell'episodio Non voltarti indietro della prima stagione e subito è diventata un elemento molto ricorrente: compare ad esempio sul computer del padre di Mohinder, nei quadri che dipinge Isaac, Claire la disegna su un libro di scuola, Sylar la compone con del nylon in una piscina, appare tatuata sulla scapola destra di Niki quando essa libera il suo alter ego, l'haitiano indossa un ciondolo della stessa forma e si vede anche sull'elsa della spada di Takezo Kensei che Hiro nella prima serie assurge a simbolo dei suoi poteri.
Anche nelle stagioni successive alla prima il simbolo ricorre molto spesso: compare unito al simbolo dell'eclissi nella terza stagione, unione da cui deriva l'immagine del mondo spaccato in due (chi è da parte degli eroi e chi invece li vuole segregare). Inoltre questo, disposto due volte e intrecciato è anche il simbolo della Pinehearst. Era anche il simbolo dello studio legale di Artur Petrelli, padre di Nathan e Peter.
Sul significato, nonostante sia rimasto sconosciuto, si sono sviluppate delle teorie nel corso delle stagioni della serie. Secondo la principale il simbolo presenta forti somiglianze con i kanji giapponesi sai (才), ovvero «talento», e yo (与), ovvero «grande dono del cielo».
Un'altra teoria sull'origine del simbolo proviene da un fumetto nel quale si spiega che questo è per l'haitiano un serpente con le ali, ovvero un antico Dio del suo popolo.

### L'eclissi

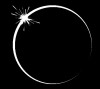
L'eclissi, parte del logo di Heroes

L'eclissi è un altro degli elementi misteriosi della serie, ed anche parte del logo di Heroes.
Nel primo episodio della serie si verifica un'eclissi solare (che era stata preventivamente dipinta da Isaac) alla quale tutti i personaggi della serie assistono nelle diverse zone del mondo.
Tim Kring ha affermato che l'eclissi deve essere considerata come un evento globale, che rappresenta il concetto di "connettività" della serie.
Nella terza stagione diventa ancora più chiaro il legame che il sole ha con gli "heroes" e i loro super poteri: nell'episodio in due parti intitolato proprio L'eclissi, infatti, un'eclissi solare priva tutti i soggetti avanzati dei loro poteri.

### L'Impresa
L'Impresa (anche nota come La Compagnia o Primatech Paper) ha un ruolo centrale nella serie, specie nel primo e nel secondo volume. Si tratta essenzialmente di un'associazione che ha l'obiettivo di studiare e tenere sotto controllo gli heroes.
Durante la seconda stagione si scopre che nasce per volontà di Adam Monroe e altri dodici componenti con l'obiettivo di aiutare e proteggere i soggetti avanzati e, eventualmente, eliminare i soggetti pericolosi, per i quali fu costruita un'apposita prigione, il Livello 5.
Nella terza stagione nasce una nuova associazione simile per caratteristiche all'Impresa: la Pinehearst Company.

### La cicatrice
Una cicatrice costituita da due linee nere parallele è stata mostrata in prossimità del collo di vari personaggi dotati di superpoteri. La cicatrice è il segno lasciato dagli aghi di un dispositivo di iniezione che, come ha rivelato in una biografia Hana Gitelman, in Heroes 360 Experience, inietta un radioisotopo che consente il monitoraggio da parte dell'Impresa.

### Activating Evolution
Activating Evolution è il libro scritto da Chandra Suresh in cui vengono descritte le teorie dello scienziato e le previsioni circa l'emergere di esseri umani evoluti con abilità speciali. È stato letto da molti personaggi della serie che l'hanno considerato un'importante fonte di informazione per quanto riguarda le loro capacità.

### I quadri di Isaac Mendez
Tim Kring ha affermato durante la produzione di Heroes che: «tutti i dipinti raffiguranti il futuro visti nella serie si sono avverati, anche se a volte sono stati male interpretati». Tim Sale è il nome dell'artista americano che nella realtà ha realizzato tutti i quadri sul futuro (in totale sono oltre cinquanta) che si vedono in Heroes.
Tim Kring delineò le caratteristiche del personaggio di Isaac Mendez seguendo la propria idea di un soggetto che disponesse di capacità profetiche, ma che le manifestasse in un modo non convenzionale.
L'abilità di dipingere il futuro, nel prosieguo delle varie stagioni, è stata acquisita anche da altri personaggi, tra cui Sylar, Peter e Matt Parkman.

### La leggenda di Takezo Kensei
In un'intervista concessa dagli autori della serie Joe Pokaski e Aron Coliete è stato rivelato che la leggenda del guerriero Takezo Kensei è «pura invenzione, ispirata a vaghi racconti leggendari di vari guerrieri (tra cui Miyamoto Musashi)».
Takezo Kensei è citato molte volte durante la prima stagione da Hiro Nakamura, che durante il secondo volume lo incontra prima nel passato, viaggiando nel tempo, e poi nel presente, nell'identità di Adam Monroe.

### I fumetti9th Wonders!
9th Wonders! è una serie di fumetti che racconta la storia dei vari heroes, scritta, illustrata e auto-pubblicata (nella serie) da Isaac Mendez. Nella realtà, l'illustratore è Tim Sale.

### Il virus Shanti
Il virus Shanti ha un ruolo centrale nel secondo volume. Si tratta di un virus che da un lato è in grado di eliminare i poteri degli heroes senza ucciderli, ma può anche essere letale per la popolazione "normale". Nel secondo volume il virus rappresenta una grave minaccia per la popolazione mondiale in quanto Adam Monroe per redimere l'umanità è intenzionato a scatenare un olocausto diffondendo il ceppo 138 del virus.

## Distribuzione
La prima stagione, composta da 23 episodi, comprende il primo volume: Genesi. Il primo episodio è andato in onda per la prima volta negli Stati Uniti il 25 settembre 2006 sul canale NBC, mentre l'ultimo è stato trasmesso il 21 maggio 2007.
In Italia i diritti sono stati acquisiti da Mediaset, che ha trasmesso la prima stagione su Italia 1 tra il 2 settembre e il 14 novembre 2007, inizialmente in prima serata, e gli ultimi quattro episodi alle 23.30 a causa dei bassi ascolti.
La seconda stagione, composta da 11 episodi, corrispondente al secondo volume, Generazioni, è stata trasmessa negli Stati Uniti dal 24 settembre al 3 dicembre 2007. In Italia è andata in onda in prima visione dal 18 aprile al 16 maggio 2008 sul canale pay Steel in prima serata, mentre in chiaro è andata in onda tra i mesi di settembre e novembre 2008 in seconda serata.
La terza stagione comprende il terzo e il quarto volume, Criminali e Fuggitivi, ed è composta da 25 episodi in totale. Negli USA è andata in onda dal 22 settembre 2008 al 27 aprile 2009. In Italia è stata trasmessa in prima visione da Steel dal 1º maggio al 21 agosto 2009, mentre in chiaro è stata trasmessa tra ottobre e novembre 2010 su Italia 1.
La quarta stagione, composta da 19 episodi, comprende il quinto volume, Redenzione, ed è andata in onda negli Stati Uniti dal 21 settembre 2009 all'8 febbraio 2010. In Italia è stata trasmessa dal 22 marzo al 26 luglio 2010 in prima visione da Steel, e in chiaro da Italia 1 nel mese di dicembre 2010.

### Trasmissione internazionale
La serie è stata trasmessa in varie parti del mondo, di seguito alcune delle date di debutto internazionali:
- 25 settembre 2006 negli Stati Uniti sulla NBC e in Canada su Global;
- 24 gennaio 2007 in India su Star World;
- 31 gennaio 2007 in Australia su Seven Network;
- 31 gennaio 2007 in Malaysia su Star World;
- 7 febbraio 2007 in Svezia su Canal+;
- 19 febbraio 2007 nel Regno Unito su SciFi Channel;
- 2 marzo 2007 in Brasile su Universal Channel;
- 4 marzo 2007 in Ungheria su TV2;
- 4 marzo 2007 in Turchia su CNBC-e;
- 5 marzo 2007 in Belgio su VT4;
- 6 marzo 2007 in Israele su Yes;
- 9 marzo 2007 in Argentina, Cile, Messico e altri paesi dell'America Latina su Universal Channel;
- 14 aprile 2007 in Portogallo su TVI;
- 17 maggio 2007 in Polonia su TVP1;
- 23 maggio 2007 in Sudafrica su SABC3;
- 28 maggio 2007 nelle Filippine su Crime/Suspense;
- 21 giugno 2007 nei Paesi Bassi su RTL 5;
- 25 luglio 2007 nel Regno Unito in chiaro su BBC Two;
- 2 settembre 2007 in Italia su Italia 1;
- 3 settembre 2007 in Norvegia su NRK3;
- 10 ottobre 2007 in Germania su RTL II;
- 17 ottobre 2007 in Estonia su TV3;
- 17 ottobre 2007 in Finlandia su MTV3;
- 3 gennaio 2008 in Repubblica Ceca su Prima;
- 25 febbraio 2008 in Croazia su NOVA TV;
- 30 giugno 2008 in Slovacchia su Markiza.

### Edizioni home video
La prima stagione in DVD di Heroes è stata pubblicata negli USA e in Canada il 28 agosto 2007. In Europa invece arrivò divisa in due parti: la prima è stata pubblicata il 1º ottobre 2007, la seconda parte invece il 10 dicembre 2007. Dalla stessa data fu disponibile anche il cofanetto completo della prima stagione, disponibile anche in alta definizione. In Italia è in vendita dal 12 dicembre 2007.
Il cofanetto della prima stagione contiene, oltre a tutti gli episodi andati in onda in televisione, tre ore circa di filmati extra, tra cui: una versione estesa di 73 minuti dell'episodio pilota, oltre 50 scene tagliate, il making of della serie (Heroes Unmasked) e vari commenti di membri del cast, della troupe e del creatore dello show Tim Kring. Il 22 febbraio 2008, la prima stagione di Heroes in DVD è stata nominata per un Saturn Award, nella categoria "Miglior serie in DVD".
Il 26 agosto 2008 negli Stati Uniti è uscita la seconda stagione in DVD. Da quella stessa data, i cofanetti della prima e della seconda stagione sono disponibili anche in formato Blu-Ray. I filmati extra del cofanetto della seconda stagione comprendono, oltre i commenti del cast e le scene eliminate, anche un finale alternativo del secondo volume: Cosa sarebbe successo se Peter non avesse fermato il virus?. Inoltre è presente un documentario su Takezo Kensei. In Italia la seconda stagione è in vendita dal 2 dicembre 2008.
La terza stagione è stata pubblicata nel Nord America il 1º settembre 2009 e in Europa il 12 ottobre 2009, mentre in Italia è in vendita dal 17 novembre 2010. La data d'uscita della quarta stagione è stata invece fissata per il 3 agosto 2010 negli Stati Uniti e per il 4 ottobre 2010 in Europa. Il cofanetto contiene, come per le stagioni precedenti, le scene eliminate e i commenti dei principali membri del cast tecnico e artistico, oltre a tutti gli episodi trasmessi in televisione. In Italia la quarta stagione è in vendita dal 23 febbraio 2011.
Il 16 novembre 2010 negli Stati Uniti e in Canada è uscito il cofanetto della serie completa, composto da 24 dischi, con tutti gli episodi e i contenuti speciali presenti nei cofanetti delle singole stagioni più altri contenuti inediti.
| Stagione         | Episodi | Edizione originale      | Edizione originale | Edizione italiana |
| Stagione         | Episodi | Uscita nel Nord America | Uscita in Europa   | Uscita in Italia  |
| ---------------- | ------- | ----------------------- | ------------------ | ----------------- |
| Prima stagione   | 23      | 28 agosto 2007          | 10 dicembre 2007   | 12 dicembre 2007  |
| Seconda stagione | 11      | 26 agosto 2008          | 28 luglio 2008     | 2 dicembre 2008   |
| Terza stagione   | 25      | 1º settembre 2009       | 12 ottobre 2009    | 17 novembre 2010  |
| Quarta stagione  | 19      | 3 agosto 2010           | 4 ottobre 2010     | 23 febbraio 2011  |

## Accoglienza

### Ascolti
Negli Stati Uniti la prima stagione è stata seguita in media da 14,3 milioni di spettatori, con un rating del 6,4% nella fascia 18-49 anni.
La seconda fu seguita da 13,1 milioni di spettatori, con un rating del 6,2% nella fascia 18-49 anni; mentre la terza registrò un calo consistente, venendo seguita da circa 9,26 milioni di spettatori per episodio.
L'audience scese ulteriormente durante la quarta stagione, seguita complessivamente da 6,53 milioni di spettatori per episodio, pari ad un rating di circa il 3% nella fascia 18-49 anni.

### Critica
Durante la prima stagione, l'American Film Institute nominò Heroes uno dei migliori dieci programmi televisivi dell'anno. Doug Elfman del Chicago Sun-Times apprezzò lo sviluppo della narrazione e le interpretazioni del cast, definito "perfetto". Barry Garron del The Hollywood Reporter definì la serie come una delle creazioni più geniali della televisione statunitense, paragonandola ad un nuovo Lost, Tra le recensioni meno positive, secondo il Philadelphia Inquirer, anche se la serie è dotata di apprezzabili effetti speciali, la sceneggiatura è ricca di assurdità e dialoghi approssimativi. L'aggregatore di recensioni Metacritic assegnò a Heroes un punteggio di 67 su 100, riassumendo il responso della critica come "generalmente positivo".
La seconda stagione è stata criticata per avere una trama molto più lenta e meno avvincente della stagione precedente. In proposito, durante un'intervista a Entertainment Weekly, Tim Kring ammise di aver commesso errori nell'indirizzare lo sviluppo della stagione, proponendo nuovi personaggi e la relativa scoperta di nuovi poteri, senza offrire lo stesso livello di "adrenalina" che aveva caratterizzato la prima stagione; Kring evidenziò quindi come la seconda stagione impieghi troppo tempo per arrivare al quadro generale degli eventi, ammettendo come la storyline di Hiro in Giappone fosse stata troppo lunga e di come le sottotrame romantiche non si addicessero molto alla serie.
Recensioni negative furono registrate anche per la terza e la quarta stagione. Il Los Angeles Times criticò le ambientazioni troppo tetre che danno un'"opprimente sensazione di graphic novel noir", mentre secondo il New York Post a partire dalla terza stagione la serie è diventata troppo piena di se stessa, e diversi personaggi hanno intrapreso evoluzioni insensate.

## Riconoscimenti
La serie, nel corso degli anni, ha ottenuto diversi premi, tra cui:
- 7 Teen Choice Awards
- 5 Saturn Award
- 3 Young Artist Awards
- 2 Emmy Award
- 2 People's Choice Awards
- 2 ASCAP Award
- 1 BAFTA Award
- 1 Gracie Allen Award
- 1 Screen Actors Guild Awards
- 1 TV Land Award
- 1 Television Critics Association Award

Inoltre, tra le tante candidature ricevute, è stata nominata ai Golden Globe nel 2007 e 15 volte agli Emmy Award tra il 2007 e il 2010.

## Opere correlate

### Heroes Unmasked
Heroes Unmasked è il making of di Heroes. Si tratta di un documentario prodotto dalla BBC che racconta il dietro le quinte della serie.
È composto da tre stagioni e 46 puntate complessive, trasmesse per la prima volta nel Regno Unito per accompagnare la messa in onda degli episodi della serie in chiaro, dalla prima stagione alla prima metà della terza. È narrato da Anthony Head nelle prime due stagioni, e dall'attore Santiago Cabrera nella terza.

### Webserie
La NBC ha distribuito, parallelamente alla trasmissione della serie, delle webserie, ovvero delle miniserie diffuse esclusivamente online. Tali opere sono state messe a disposizione nel sito statunitense della NBC con lo scopo di coprire le settimane di distanza tra una serie e l'altra e/o presentare nuovi personaggi.
| Webserie     | Webisodi | Pubblicazione USA |
| ------------ | -------- | ----------------- |
| Going Postal | 3        | 2008              |
| Destiny      | 4        | 2008              |
| The Recruit  | 5        | 2008-2009         |
| Hard Knox    | 4        | 2008              |
| Nowhere Man  | 4        | 2009              |
| Slow Burn    | 10       | 2009              |

### Graphic novel
Ogni volta che un episodio viene trasmesso, sul sito ufficiale della serie viene pubblicato un webcomic, ovvero un fumetto on-line realizzato dalla Aspen Comics che si ispira all'episodio andato in onda o alla serie in generale. Ognuno di questi fumetti contiene anche un easter egg. I webcomics sono stati catalogati e analizzati dai fan sul forum del sito di 9th Wonders!.
L'ultimo numero, il 173º, è stato pubblicato il 9 giugno 2010.

### Heroes Evolutions
Heroes Evolutions è un'estensione internet-digitale della serie, con la funzione di esplorare l'"universo" di Heroes.
È stata lanciata sul sito internet della NBC il 19 gennaio 2007, durante la prima stagione, con il nome originario di Heroes 360 Experience, cambiato nell'attuale durante la seconda stagione.
Al 22 marzo 2007 Heroes Evolutions contava già 48 milioni di pagine viste e oltre 27 milioni di download di video.
Il 13 settembre 2008 Heroes Evolutions ha ricevuto un Creative Arts Emmy per la categoria Interactive Media: Interactive Fiction.
Dall'8 novembre 2008, durante la terza stagione della serie, sul sito Heroes Evolutions sono stati pubblicati anche contenuti iStory: storie interattive che permettono al lettore di informarsi su ciò che accade nella serie.

### Lo spin-off mancato:Heroes: Origins
Il 14 maggio 2007 la NBC aveva annunciato la produzione di uno spin-off, una miniserie di sei episodi chiamata Heroes: Origins, che sarebbe dovuta andare in onda durante le pause della serie principale ed essere composta da storie autoconclusive in ognuna delle quali sarebbe stato presentato un nuovo personaggio. I telespettatori avrebbero anche potuto votare per decidere se inserire o meno i nuovi personaggi nella stagione successiva.
A causa dello sciopero degli sceneggiatori di Hollywood, che aveva già fatto accorciare la seconda stagione, lo spinoff venne tuttavia in un primo momento rimandato. Successivamente, la sua realizzazione venne definitivamente cancellata, a detta dei dirigenti della NBC per concentrarsi meglio sulla produzione della serie madre.

### Il seguito:Heroes Reborn
Nel 2010, nei mesi seguenti la decisione della NBC di cancellare la serie, i produttori avevano preso in considerazione l'idea di produrre un film per la televisione o una miniserie per dare una degna chiusura all'arco narrativo, idea che però non ebbe un prosieguo. Quattro anni dopo, il 22 febbraio 2014, sulla scia di un reboot della Fox di una serie cult conclusasi anni prima, 24, la NBC annunciò a sorpresa l'intenzione di rilanciare l'universo di Heroes, con una "miniserie evento" di tredici episodi da trasmettere nel 2015: Heroes Reborn. Così come era stato per la serie madre, lo sviluppo della miniserie è curato da Tim Kring.

## Merchandise e promozione
Nel corso degli anni la NBC ha promosso varie azioni di merchandising legate alle serie, che includono la produzione di giochi per cellulari, action figures, libri e riviste.

### Videogiochi
La Ubisoft nel 2008 aveva annunciato di aver acquisito i diritti per produrre un gioco legato a Heroes per le piattaforme PC, Xbox 360, PS3, PSP e Nintendo DS. Tuttavia, il 6 novembre dello stesso anno, la Ubisoft annunciò che il progetto era stato cancellato e che i diritti erano stati restituiti alla NBC.
Il 5 ottobre 2007 la Gameloft ha pubblicato il primo videogame di Heroes per cellulari. Il gioco è composto da 8 livelli e i personaggi giocabili sono Hiro Nakamura, Niki Sanders e Peter Petrelli.

### Libri e riviste
Oltre alle Graphic novel, sono stati pubblicati negli anni anche libri e riviste sulla serie.
Il 26 dicembre 2007 è uscito il primo romanzo legato alla serie, intitolato Saving Charlie. Scritto da Aury Wallington, racconta le vicende legate al rapporto sentimentale di Hiro Nakamura e Charlie Andrews.
La Titan Magazines il 20 novembre 2007 ha pubblicato il primo numero di Heroes Magazine, la prima rivista, bimestrale, legata alla serie. Greg Beeman, produttore esecutivo di Heroes, ha confermato che si tratta di una pubblicazione ufficiale, che trova il pieno appoggio e la collaborazione di Tim Kring e dell'intero team di produzione Heroes.

### Action figures
La Mezco ha annunciato al Toy Fair del 2007 la produzione di una linea di action figures basate sulla serie televisiva Heroes. La prima serie di action figures lanciata sul mercato comprende i personaggi di Peter Petrelli, Claire Bennet, Hiro Nakamura, Sylar e Mohinder Suresh. Alcuni personaggi sono stati resi disponibili anche in versioni speciali: Peter ad esempio è disponibile nella versione "in volo", Claire in quella "contro gli incendi".
La seconda serie prodotta comprende i personaggi di Niki Sanders, Noah Bennet, Daniel Linderman, Matt Parkman e Claude Rains. In una terza serie sono stati prodotti Hiro Nakamura in armatura feudale, l'Haitiano, Nathan Petrelli, Elle Bishop e Adam Monroe.

### Heroes World Tour

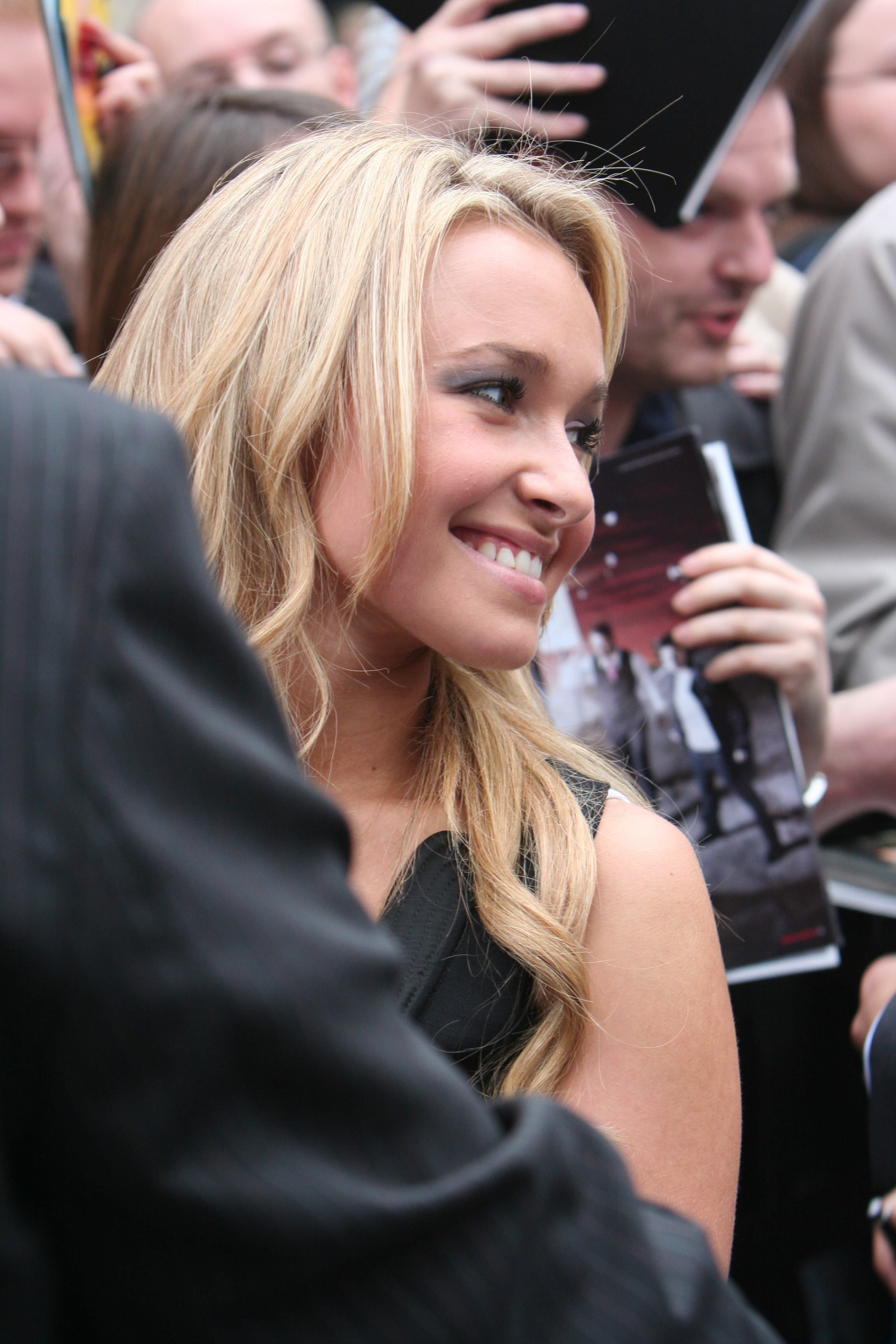
Hayden Panettiere allHeroes World Tour

La NBC, nel 2007, per cercare di promuovere Heroes a livello internazionale, ha organizzato un tour nei paesi in cui la serie non era ancora andata in onda.
All'Heroes World Tour, durato dal 27 agosto al 1º settembre 2007, hanno partecipato i principali membri del cast: Santiago Cabrera, Jack Coleman, Noah Gray-Cabey, Greg Grunberg, Ali Larter, James Kyson Lee, Masi Oka, Hayden Panettiere, Sendhil Ramamurthy, Zachary Quinto, Adrian Pasdar, e Milo Ventimiglia.
Le città interessate sono state: Hong Kong, Londra, Monaco di Baviera, New York, Parigi, Singapore e Tokyo.

## Citazioni e riferimenti

### Citazioni e riferimenti ad altre opere
Nella serie Heroes si assiste spesso a riferimenti ad altre serie televisive, film e fumetti.
Hiro Nakamura ad esempio, durante la prima stagione, spesso dice di non voler usare il suo potere (viaggiare nel tempo), per non alterare il continuum spazio-temporale e in varie scene ha l'occasione di esclamare la famosa espressione Grande Giove!, come nell'episodio Sei mesi fa. Ciò si tratta chiaramente di un omaggio alla popolare saga cinematografica Ritorno al futuro.
Altro esempio di riferimento a film si ha nel personaggio di Claude Rains. Il suo nome infatti è lo stesso dell'attore che interpreta il personaggio dell'uomo invisibile in L'uomo invisibile.
Per quanto riguarda le serie televisive, un esempio si trova nell'episodio Sarai ciò che sono della terza stagione, dove in una scena Lyle dice Bitch is back, riferendosi a Elle. Ciò si tratta di un riferimento all'ultimo episodio della serie Veronica Mars (nel cui cast si trova Kristen Bell, stessa attrice che interpreta Elle) che si intitola "The Bitch Is Back".
Nel quarto episodio della prima stagione inoltre, alcune scene vengono girate in un casinò di Las Vegas, location già usata nella serie televisiva Las Vegas.
Robert Knepper, che nella quarta stagione interpreta il personaggio di Samuel Sullivan, gestore del circo The Carnival, ha recitato nella serie televisiva Carnivàle che narra appunto di una compagnia circense itinerante.
Numerosi sono le citazioni e i riferimenti a fumetti e manga. Già nell'episodio pilota Hiro cita, in riferimento ai suoi poteri di teletrasporto e capacità di viaggiare nel tempo, Kitty Pryde e i numeri 141 e 142 di Uncanny X-Men.
Nell'episodio Parassita della prima stagione gli agenti dell'FBI sono chiamati Alonso e Quesada, in riferimento ad Axel Alonso e Joe Quesada, all'epoca rispettivamente redattore e direttore della Marvel Comics.
Inoltre, nel secondo episodio della seconda stagione si può vedere Hiro fermare delle frecce lanciate su di lui urlando «Muda muda muda muda!», esclamazione tipica di Dio Brando nel manga Le bizzarre avventure di JoJo.
Nella serie si incontrano spesso anche citazioni letterarie. Nell'episodio Il secondo avvento della terza stagione se ne trovano due: la prima è già nel titolo, The Second Coming infatti è anche titolo di una poesia di William Butler Yeats, recitata anche dalla voce narrante alla fine dell'episodio; la seconda invece si ha in un dialogo tra Daniel Linderman e Nathan Petrelli in cui il primo cita due versi dall'Amleto di William Shakespeare (atto V, scena II).
Nell'episodio Io sono diventato la morte della terza stagione, il titolo è una frase pronunciata in una scena dell'episodio da Sylar. Stessa frase fu pronunciata da Robert Oppenheimer, uno dei padri della bomba atomica, quando assistette alla prima esplosione nucleare.
Infine, nei vari episodi compaiono spesso tra le guest star personaggi celebri per altre opere: nell'episodio Inatteso appare il creatore di fumetti Stan Lee; nel terzo episodio della terza stagione il personaggio che interpreta Nana è Nichelle Nichols, attrice di Star Trek; nel sesto episodio della seconda stagione il fabbricante di spade è l'attore Cary-Hiroyuki Tagawa di Mortal Kombat; l'attore che interpreta il Linderman è Malcolm McDowell, ovvero Alex de Large di Arancia meccanica; l'attore che interpreta il padre di Hiro Nakamura, George Takei, è il tenente Sulu nella serie originale di Star Trek. La targa della sua auto inoltre, che si vede nell'episodio Distrazioni, è NCC-1701, la stessa sigla della nave stellare Enterprise.

### Parodie
La serie è stata spesso citata e parodiata in diverse altre serie e film tra cui Ugly Betty, Dr. House - Medical Division, I Griffin, I Simpson, The Batman, One Tree Hill, Kyle XY, 3ciento - Chi l'ha duro... la vince.
Nel 2006, la stessa NBC ha anche creato una parodia intitolata Zeroes. Tale progetto, formato da quattro video, è stato pubblicato su YouTube.

## Controversie legali
Il 2 ottobre 2006, la Emerson Electric Company, una concorrente di mercato della General Electric (proprietaria della NBC), ha fatto causa alla National Broadcasting Company per una scena di Genesis, l'episodio pilota, in cui Claire Bennet, per recuperare un anello, inserisce una mano in un tritarifiuti, marchiato InSinkErator, ferendosi gravemente. La Emerson Electric Company ha sostenuto che tale scena "mette in cattiva luce il proprio prodotto, poiché suggerisce ai consumatori che anche inserendo accidentalmente una mano nel tritarifiuti si rischia di ferirsi gravemente". La Emerson chiese il blocco delle trasmissioni future dell'intero episodio e diffidò la NBC dall'usare nuovamente in futuro marchi Emerson.
Il 23 febbraio 2007 la causa contro la NBC è stata abbandonata. NBC ed Emerson Electric raggiunsero un accordo: l'episodio in questione fu modificato per le trasmissioni future e nelle versioni pubblicate in DVD l'etichetta InSinkErator fu rimossa.
Il 19 marzo 2007, Clifton Mallery e Amnau Karam Eele, autori della serie Crossing Jordan, hanno fatto causa contro la NBC e Tim Kring sostenendo che l'idea di un artista che può dipingere il futuro è stata rubata da una storia da loro scritta. Il procedimento fu quindi incentrato intorno al personaggio di Isaac Mendez. Tutte le richieste di Clifton Mallery e Amnau Karam Eele furono respinte. L'11 dicembre 2007, a proposito di tale questione, il New York Law Journal, citando il parere del giudice che ha emesso la sentenza, ha scritto: «il confine tra semplici "idee" e "espressioni protette" è notoriamente difficile da fissare con precisione, ma Heroes non era vicino a violarlo».